# Shofar
El shofar (en hebreo: שופר‎) es un instrumento de viento que produce un sonido similar al del trombón, y aparece mencionado entre los instrumentos litúrgicos judíos en textos sagrados tales como la Torá y el Tanaj, donde se le menciona junto a las copas de lavado o natlá, los candelabros para el shabat, los contenedores de cidro (etrog) y los punteros en forma de mano o yad, para la lectura de los textos sagrados. El shofar se interpreta en las sinagogas durante las ceremonias del año nuevo judío o Rosh Hashaná y al final del Yom Kippur. En especial, el shofar es interpretado cada mañana durante todo el mes de Elul. También es utilizado en algunas ceremonias cristianas.

## Descripción
El shofar se elabora siempre con el cuerno de un "animal puro" o "limpio" (kosher), como son considerados el carnero, la cabra, el antílope o la gacela, pero no la vaca o el toro.
Este instrumento de viento es uno de los más antiguos conocidos por el hombre, usado por los hebreos desde hace más de 3000 años. Se le fabrica vaciando el interior de los cuernos de ciertos animales, prefiriéndose los que más curvatura poseen. En el año nuevo judío (Rosh Hashaná) y el día del perdón (Yom Kipur) se toca el shofar durante la ceremonia de la plegaria y al final del rezo de Neilá, solo una vez. Cabe aclarar que el servicio de Neilá se realiza una vez ha terminado el Yom Kipur, por lo que estrictamente hablando, el shofar no se toca en Yom Kipur, sino luego que este acaba de terminar. En Rosh Hashaná, se hace sonar cien veces el shofar, de la misma forma que el lamento de la madre de Sísara, que contiene 99 letras (Jueces, 4). Según la creencia, algunas comunidades acostumbran a producir un sonido largo al final para confundir a Satanás (Ángel del Mal). Los sonidos son repeticiones de tres sonidos básicos conocidos como Tekia (un solo soplo largo), Shevarim (tres soplos medianos) y Terua (nueve soplos cortos).

## Etimología del nombre y apariencia
La palabra shofar significa en su raíz hebrea (Strong: 8231) brillo o brillar, ser, estar o hacer algo hermoso, hermosura o belleza, hacer una incisión o corte, incidir, corneta o cuerno curvo, algo que es aceptable, bueno o espléndido, trompeta, bocina, clarín.

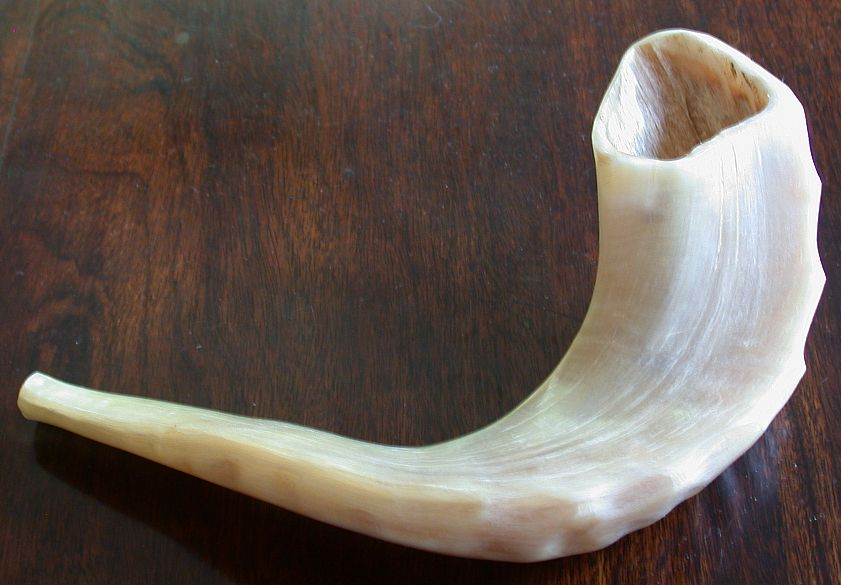
Shofar askenazí.
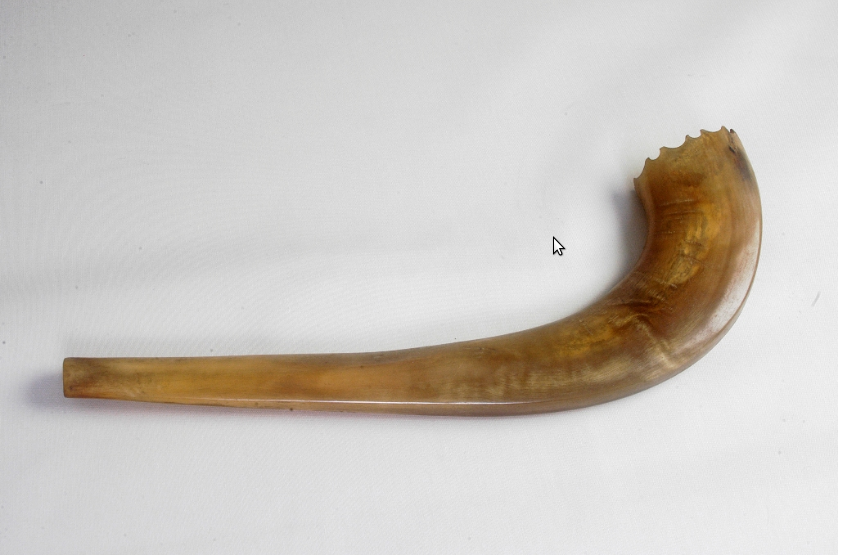
Shofar sefardí.
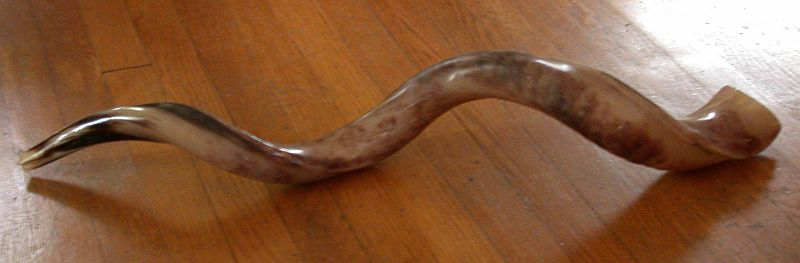
Shofar yemenita, hecho de cuerno de antílope (kudú).
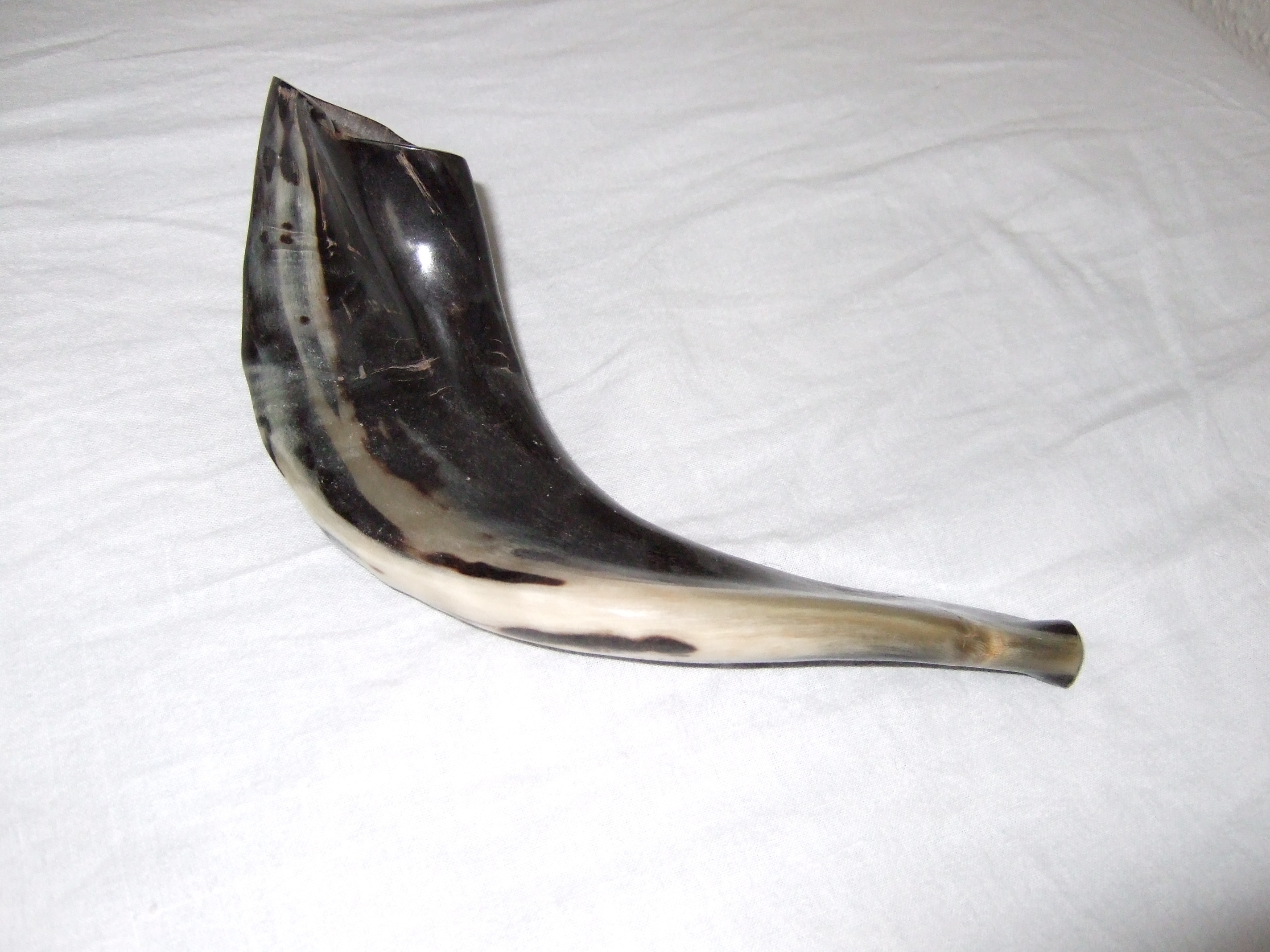
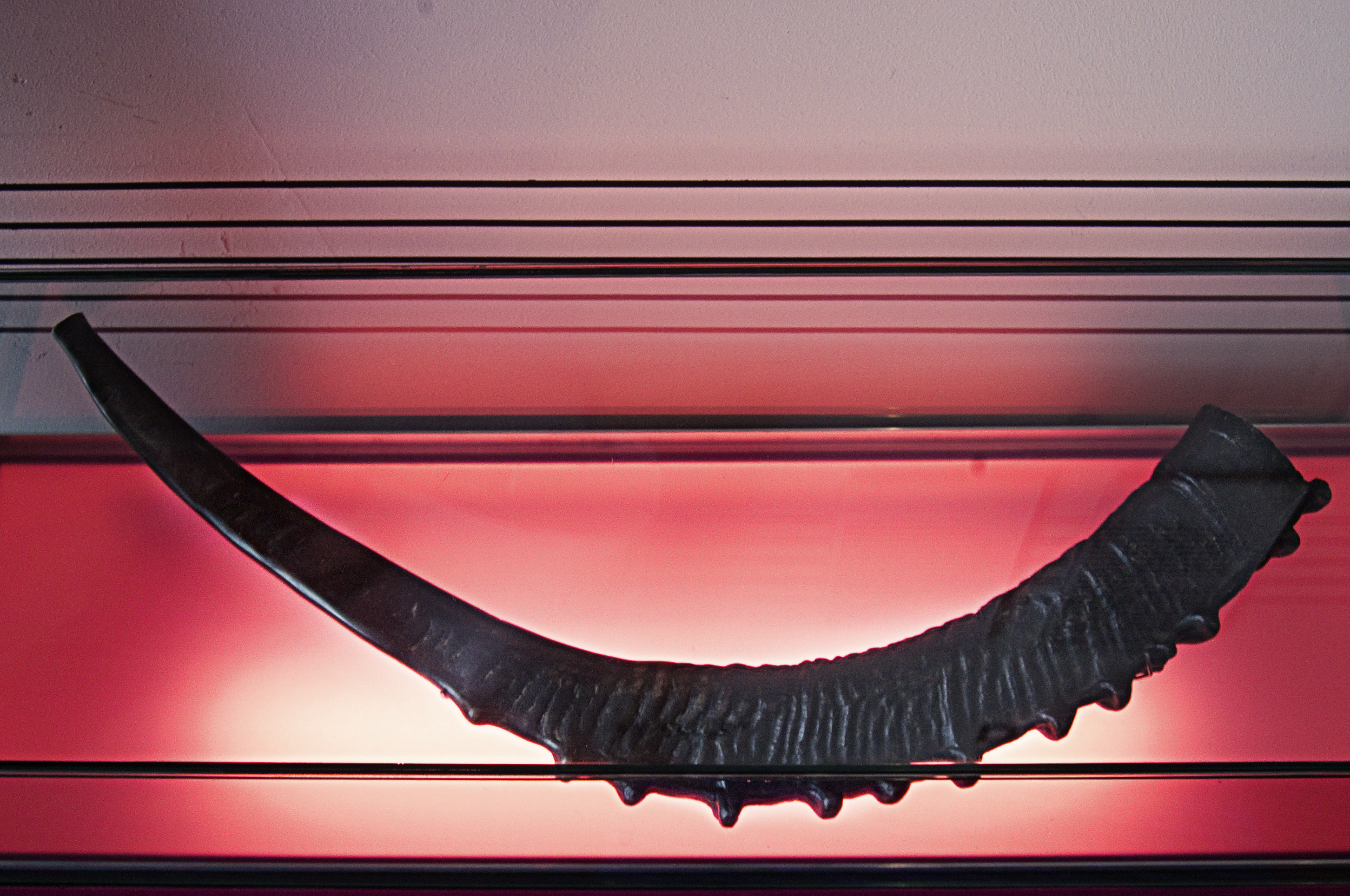
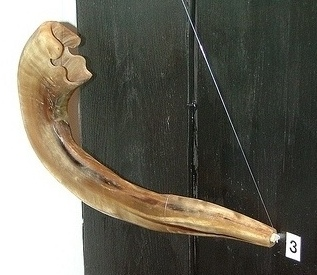
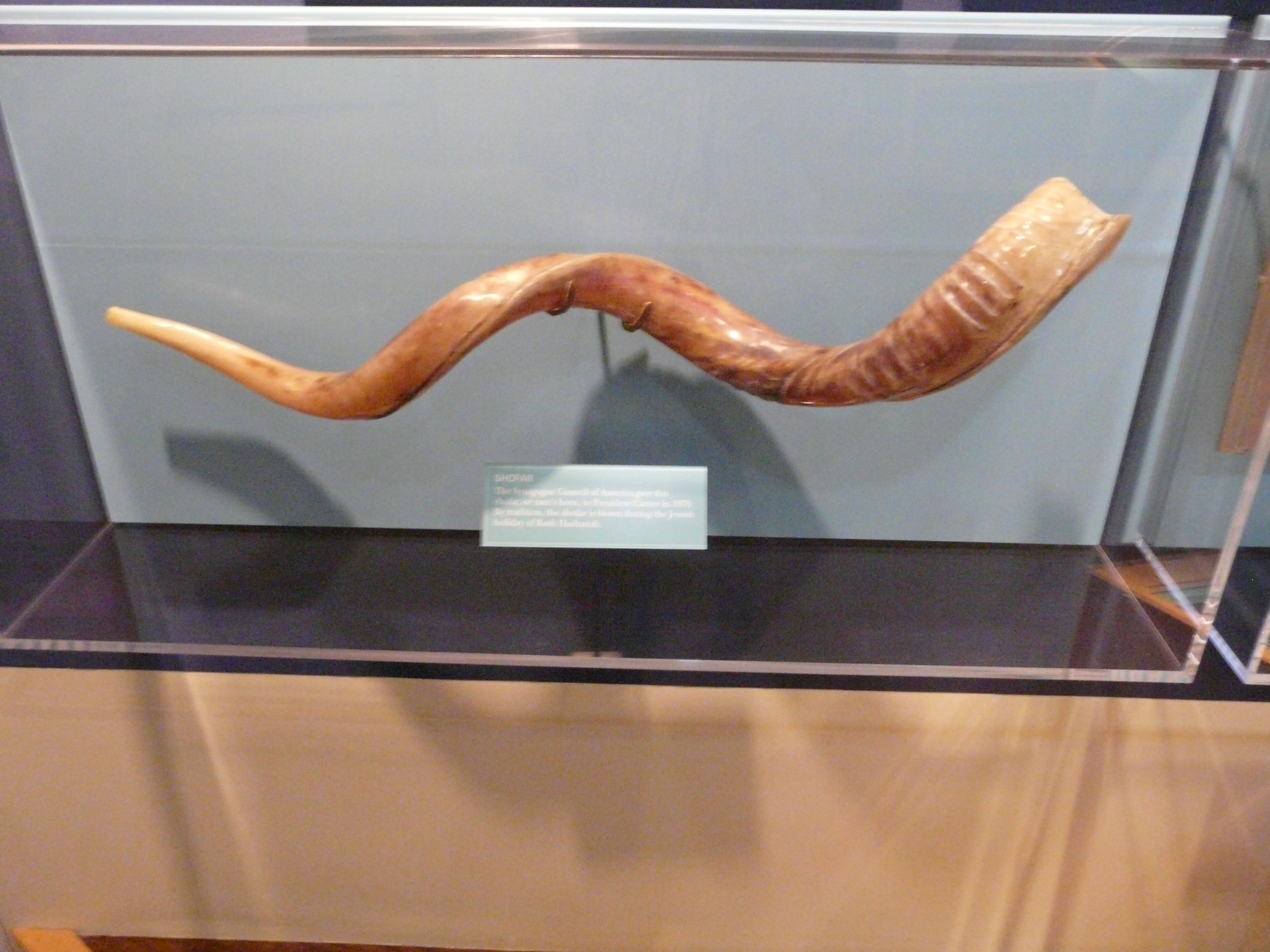
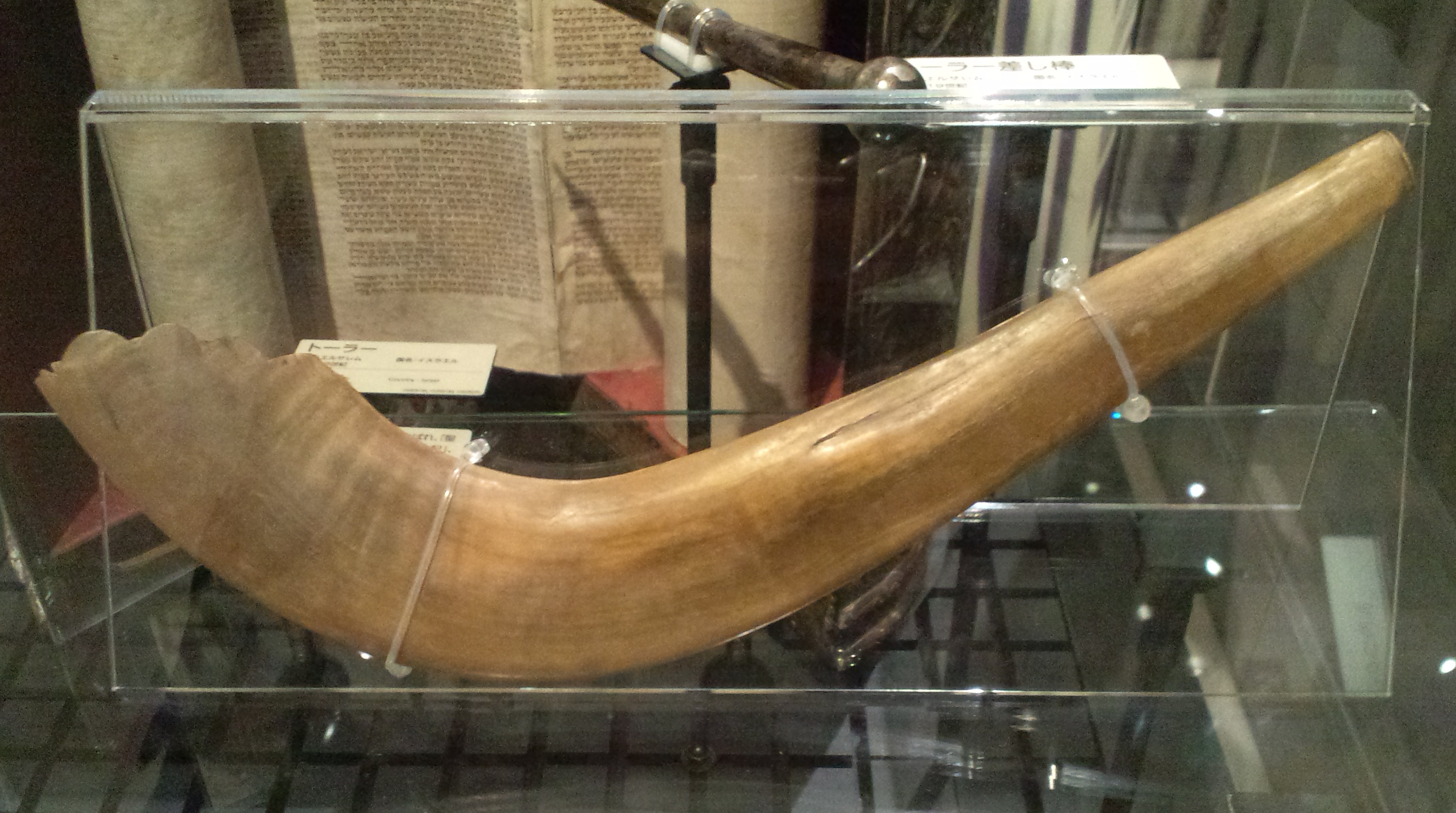

## Los toques

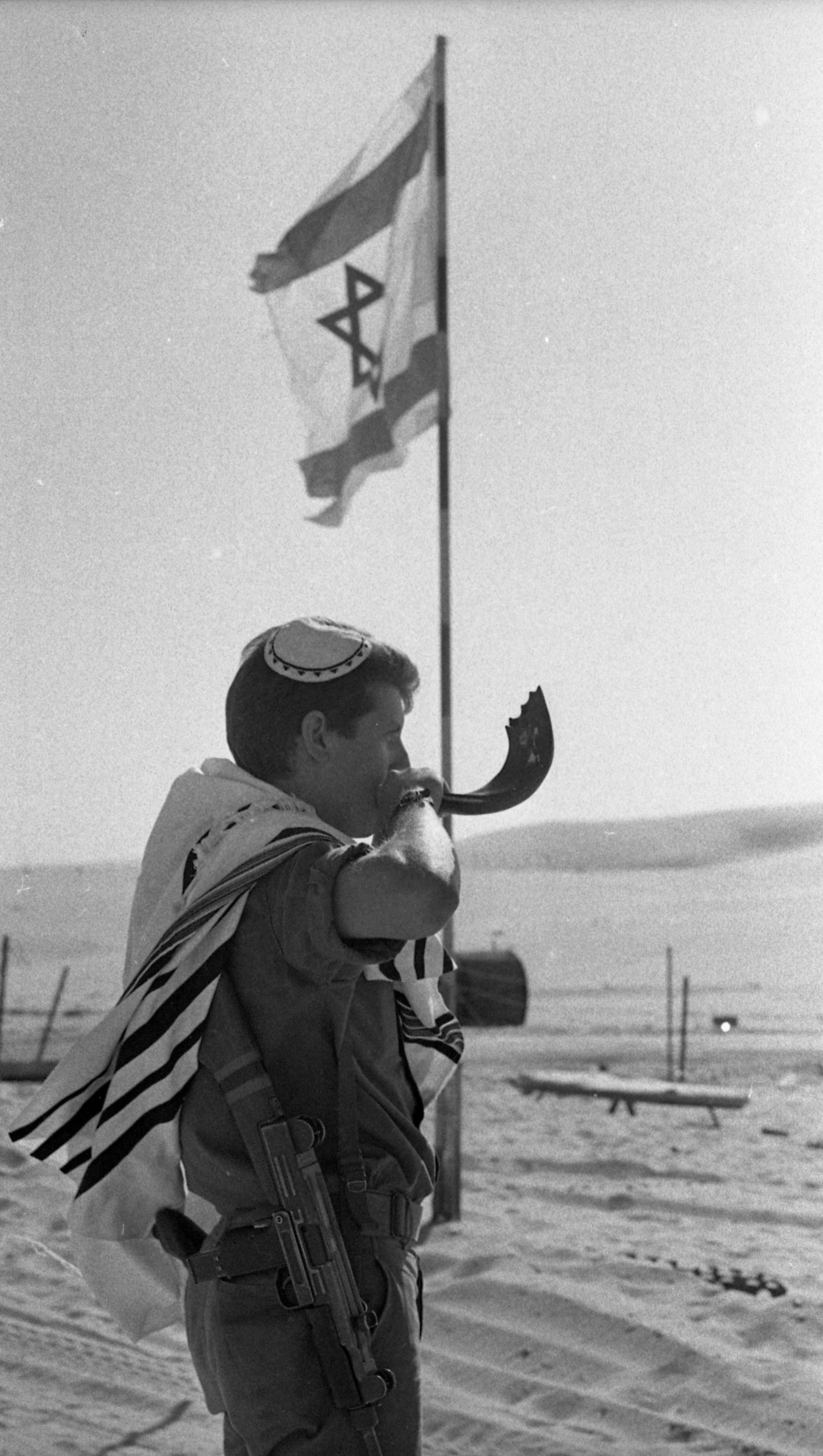
Soldado israelí tocando el shofar 1969

Los sonidos principales son tres o cuatro, según se interprete, en el orden en que deben ser tocados:
1. Tekiá - Shevarim - Teruá - Tekiá
2. Tekiá - Shevarim - Tekiá
3. Tekiá - Teruá - Tekiá

El sonido de cada grupo se repite tres veces, en total treinta interpretaciones, durante los servicios matutinos del Rosh Hashaná. El shofar se toca cien veces: cada uno de los sonidos se toca tres veces y esto, a su vez, se repite tres veces durante el servicio, agregando noventa sonidos; al final, viene otro grupo de diez, haciendo cien sonidos. Los sonidos cortados del Shevarim y Teruá tienen el propósito de hacer recordar los suspiros y lamentos del pueblo durante generaciones, intentando despertar en la persona un sentido de arrepentimiento y la idea de regresar al camino de Dios.
El Tekiá Guedolá (el toque final) suena más como una nota alegre y recuerda el gran día, cuando el shofar mayor se toque desde el exilio para todo el pueblo de Israel, con la venida del Mesías.
- Tekia o Tekiah: (la explosión o el toque) es un sonido claro extendido como de trompeta.

Significa: Reconocer que Dios es el Rey y suena así.
- Teru'ah: (la alarma) son nueve notas pequeñas o más en staccato en una rápida sucesión.

Su significado es el de un pedido por piedad a Dios, se escucha así.
- Shevarim: (el quebrantamiento) tres notas cortas en suspiro (suave). Significa ser doblegado o roto frente a Dios, así suena.[10]
- Tekia Gedolah: (el gran soplido, o la Gran Tekiah): Esta es una nota aguda sin corte y alargada mantenida al máximo, según el aguante del trompetista. Este sonido del shofar es colectivamente entendido como señal de Dios, llamando a su gente para venir a él; esto tiene su raíz en Éxodo 19:13,[11] y cobra expresión en la Tekia Gedolah.

## El intérprete
La persona encargada de soplar el shofar (shofarista) se llama Tokea o (literalmente El explosionador, [quien hace la explosión]); también es llamado Ba'al Tekia (lit. Maestro del sonido o la explosión). El requisito para este honor es ser un estudioso de la Torá y temeroso (en el sentido religioso) de Dios. Todo judío es elegible para esta función sagrada, siempre y cuando sea aceptable para la congregación. Si la elección del candidato es motivo de disensión, este debería retirar su candidatura aun si la persona 'impropia' ya ha sido escogida según el Shulján Aruj 3:72. El Ba'al Tekia debe abstenerse de cualquier cosa que pueda causarle una contaminación ritual, con tres días de anticipación al Rosh Hashaná (Shulján Aruj 3:73.)

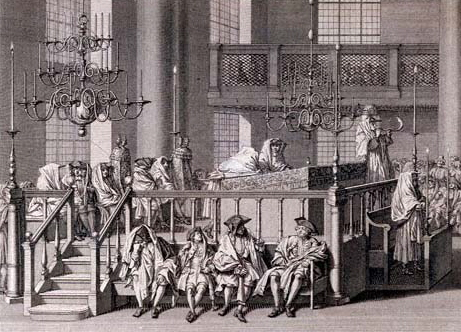
Sinagoga, Francia, 1733
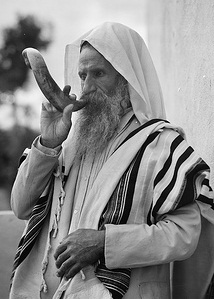
Un judío yemenita hace sonar el shofar en shabat, c. 1934-39.
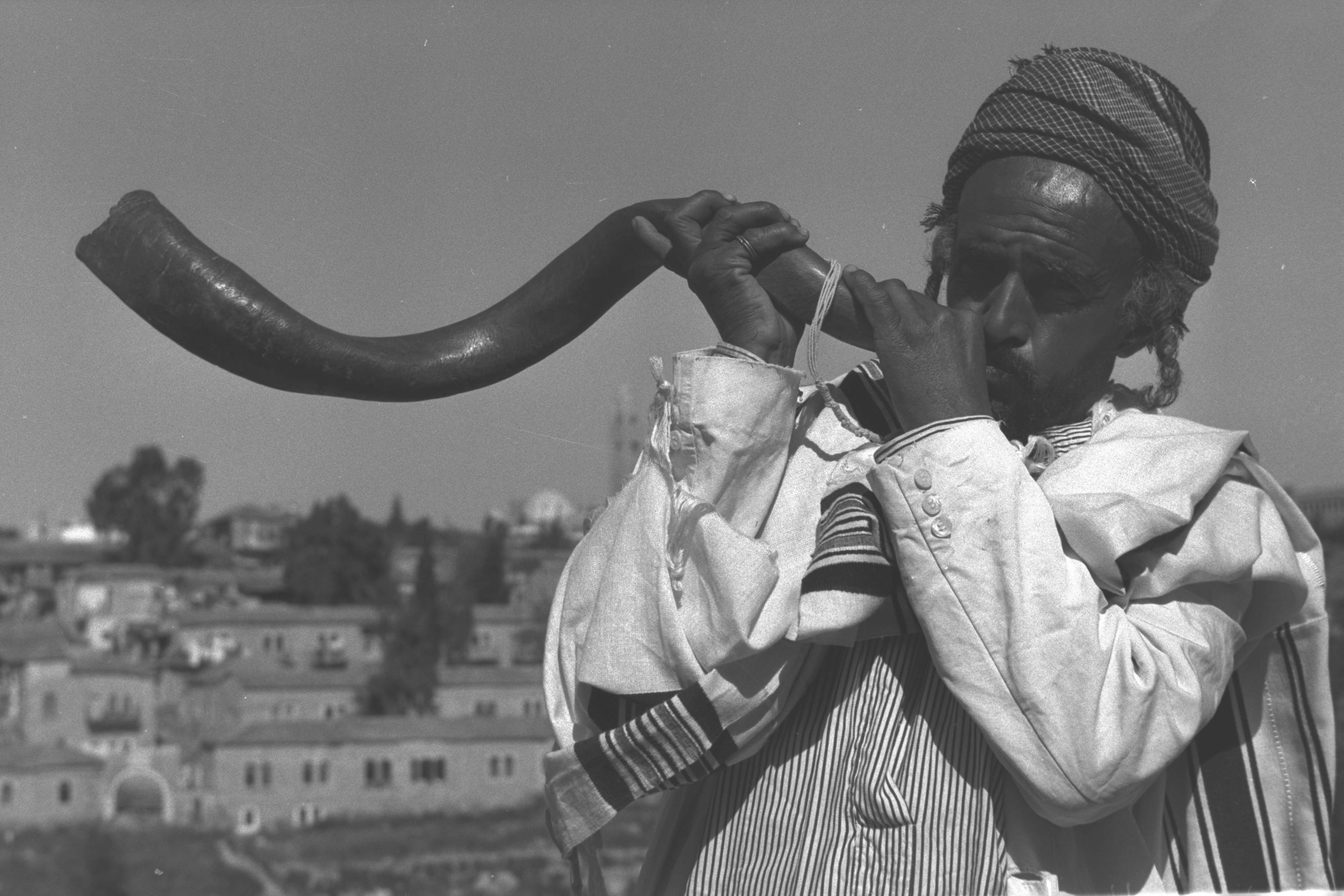
Toque de shofar, Jerusalén, 1958.
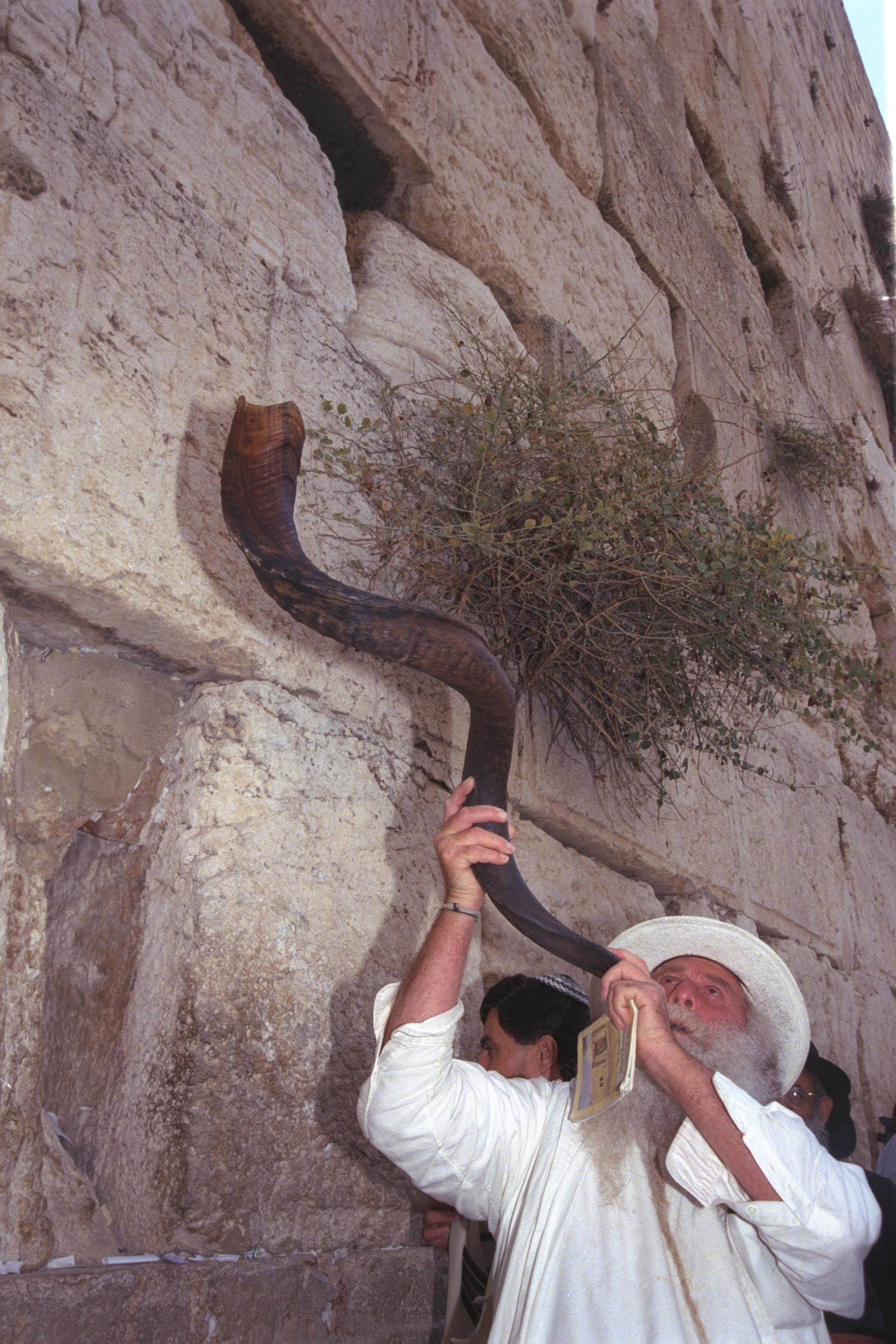
Jerusalén, 1998
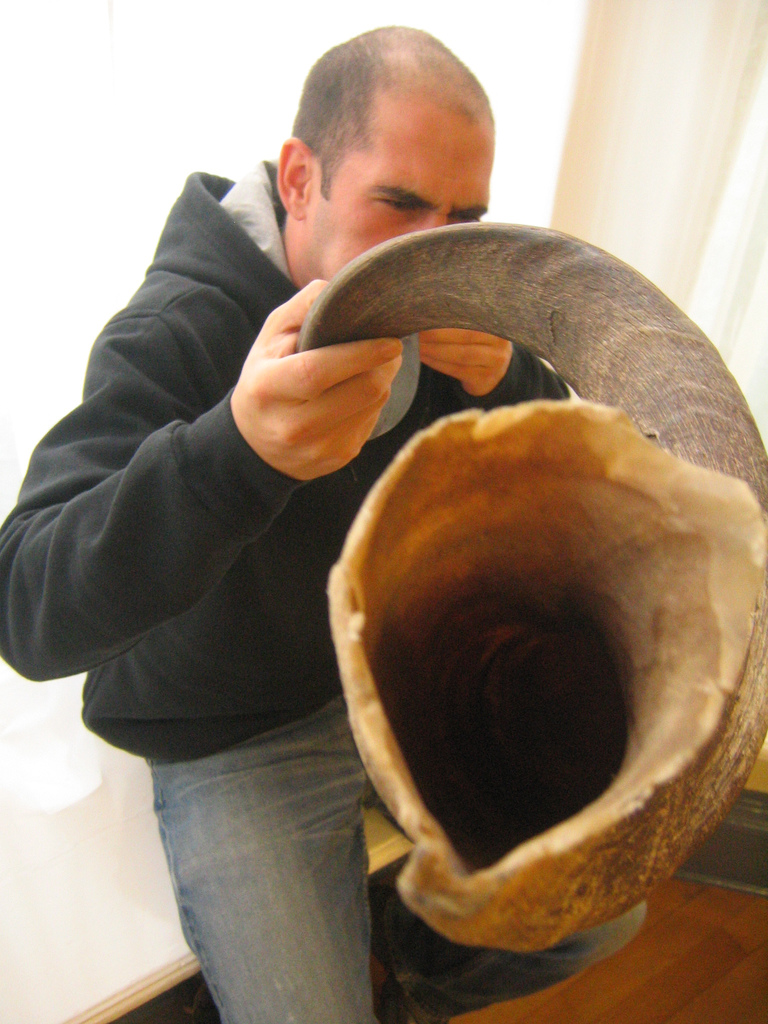
Israel, 2006
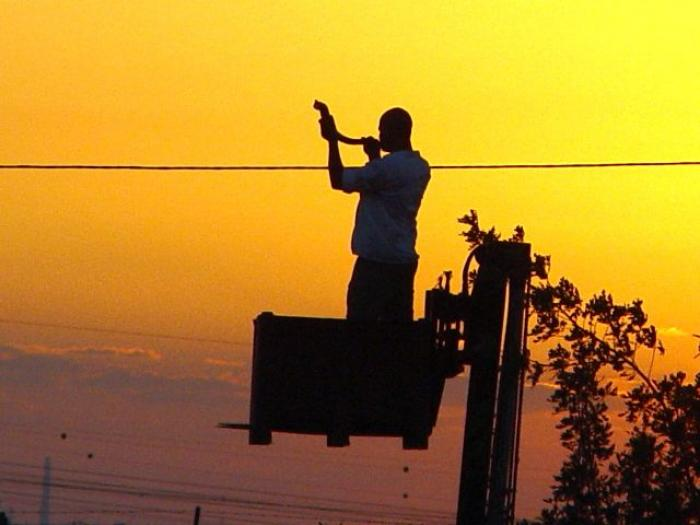
Kibutz Gat, 2007
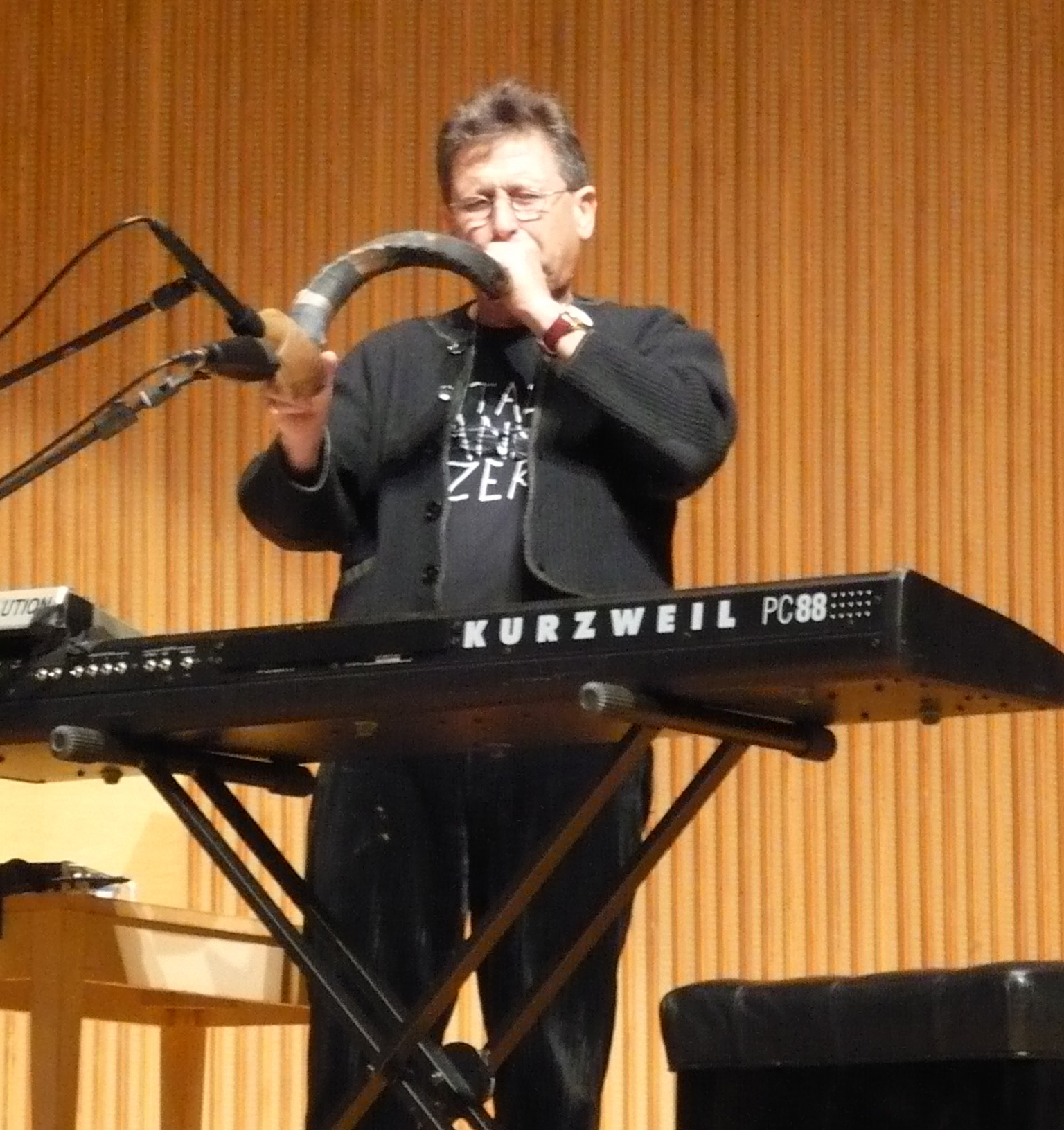
Ohio, 2008
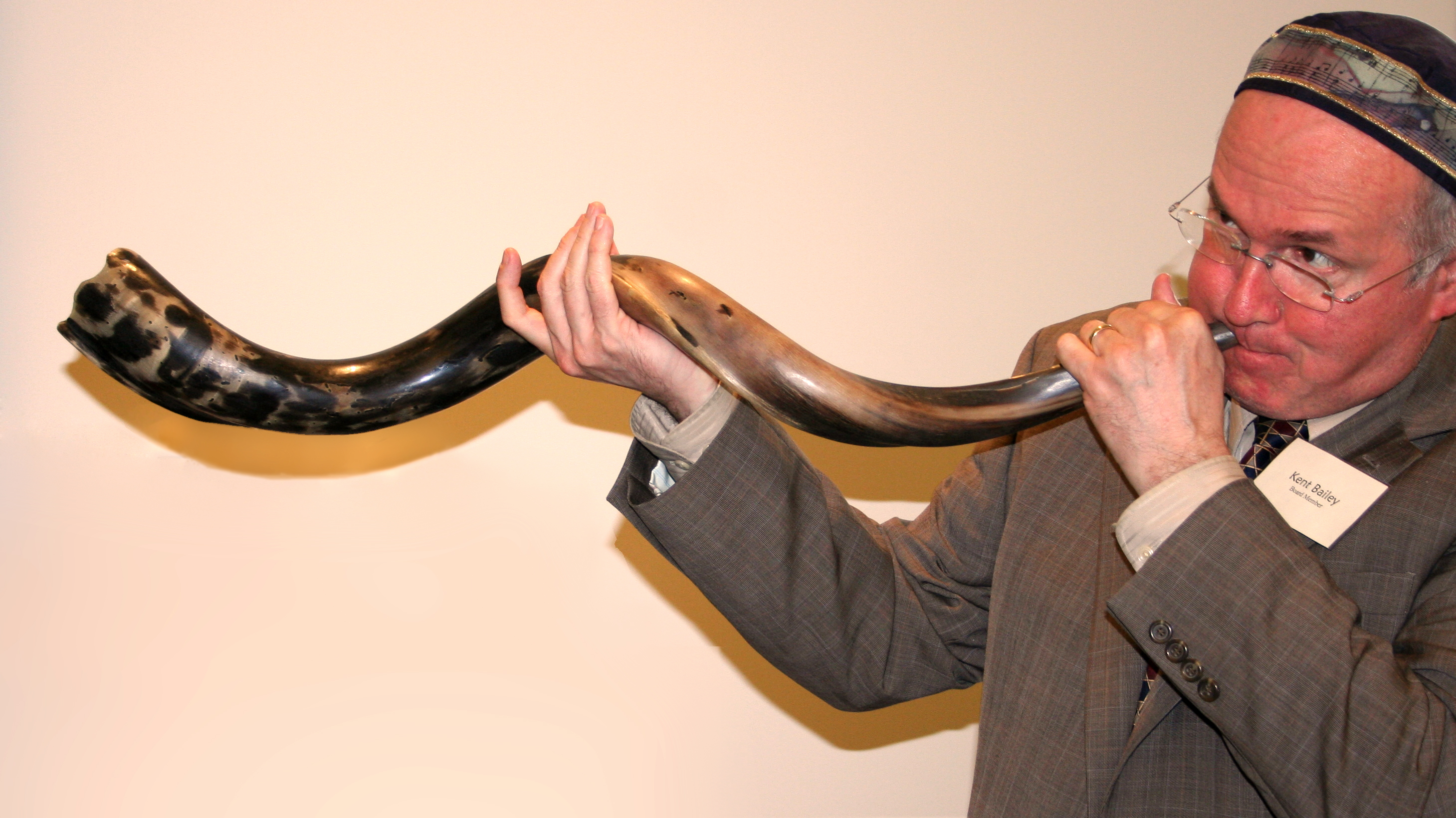
Toque de shofar en una sinagoga de Minesota, 2009
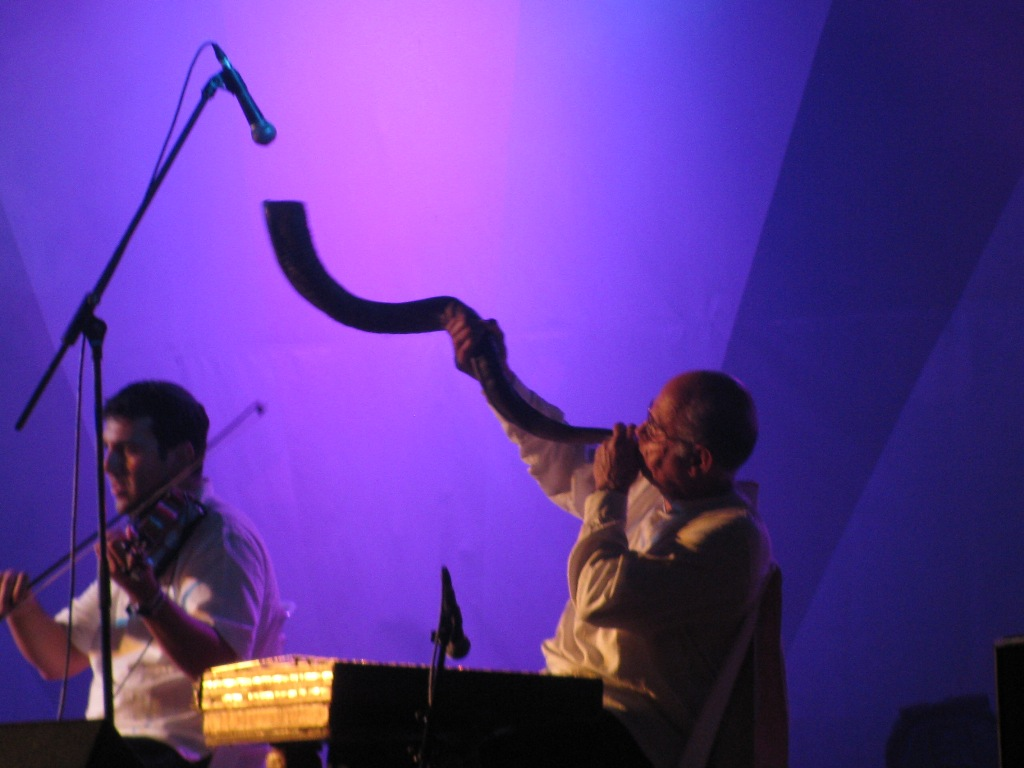
Ramat Hasharon, 2009
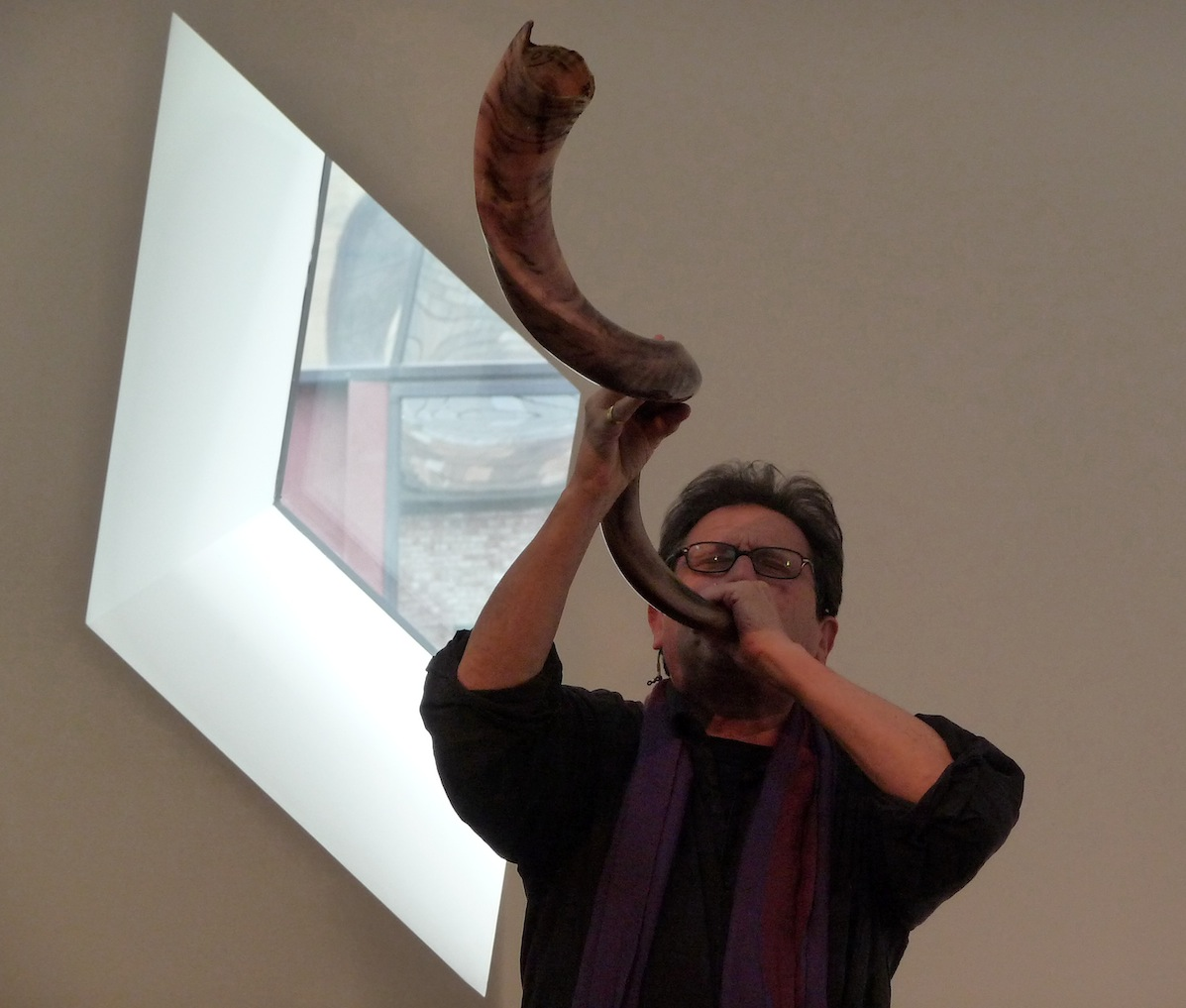
San Francisco, 2009
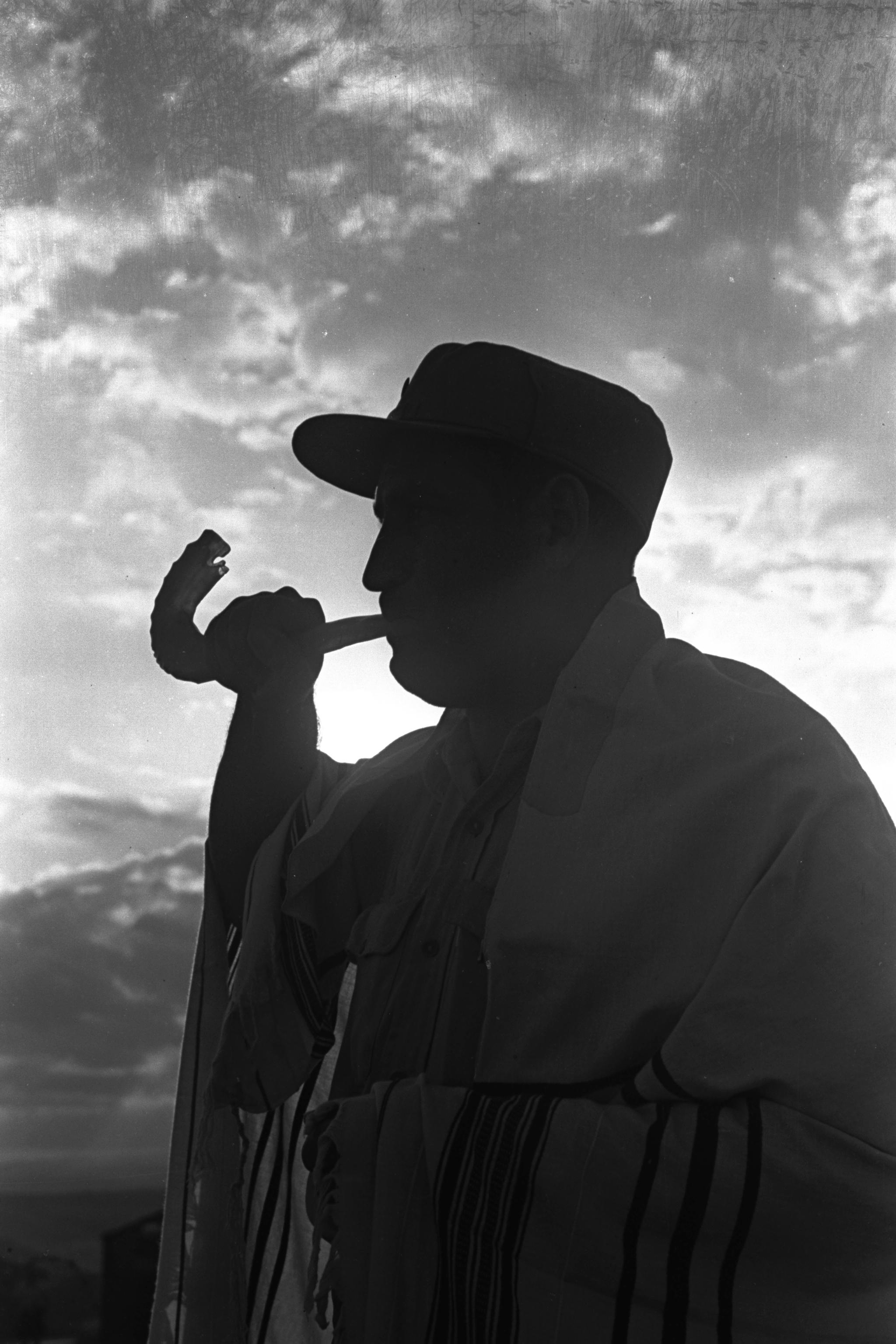
Israel, 2012
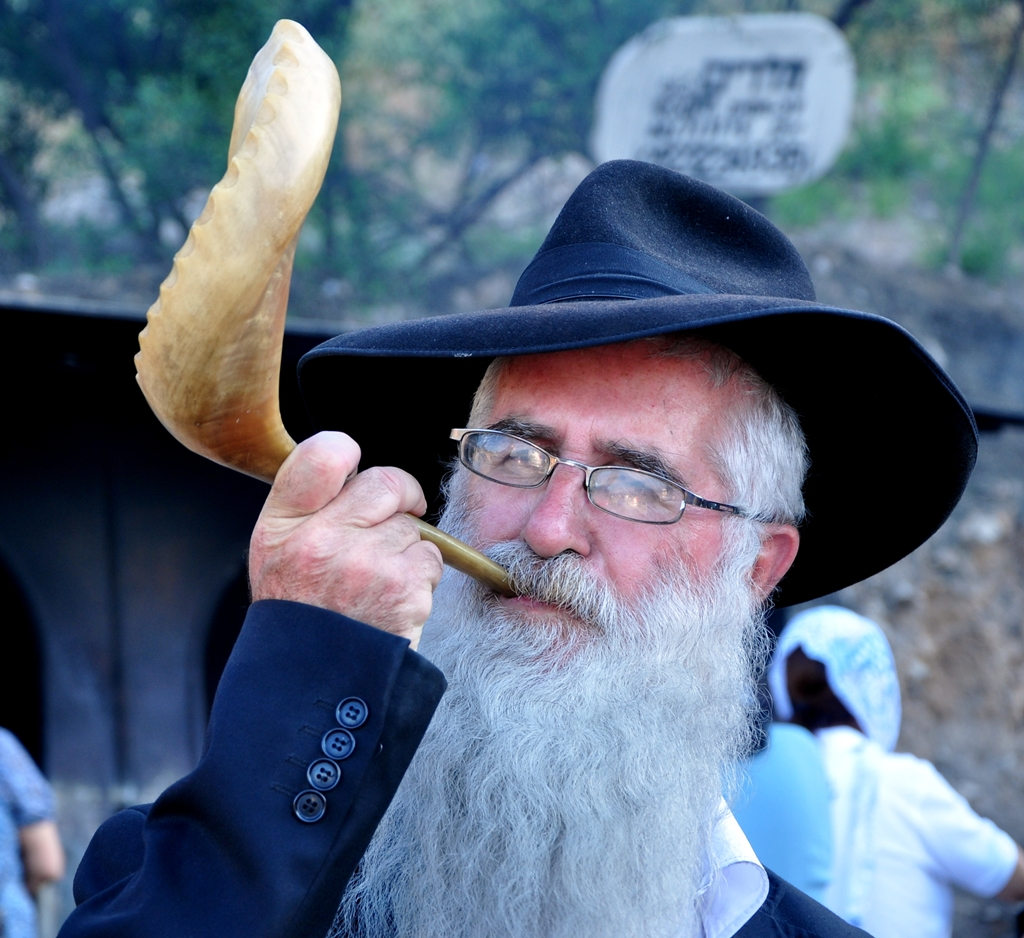
Posiblemente Israel o Estados Unidos, 2012

## El shofar en la literatura judeocristiana
Aunque la mayoría de las traducciones contemporáneas de la Biblia no mencionan específicamente el shofar por su nombre hebreo, sí lo traducen como bocina, bocina de cuerno, cuerno, cuerno de carnero (etc.), o trompeta, entre otros. El shofar (Strong: 7782) se menciona alrededor de setenta veces en la Biblia, sin contar los derivados de la palabra, mientras que la palabra Jásosrá (Kjat sots rá) (Strong: 2689) se usa alrededor de treinta veces, sin contar también derivados.
La primera mención del shofar en la Biblia es cuando Dios se revela a su pueblo en el Monte Sinaí. En Éxodo 19:16, se encuentran referencias al shofar desde el Éxodo hasta Zacarías.
Es usado para el Año del Jubileo (Levíticos 25:9-10), así como en el anunciamiento del novilunio y fiestas solemnes (Números 10) También se utiliza para el primero del mes de Tishri (Rosh ha-Shanah) como "El Día de tocar el shofar" o fiesta de las trompetas, siendo este un soplo basado en Levíticos 23:24. Este día conmemorativo es llamado Yom Terua y zikron teruah; su uso moderno se debe en parte a esta conexión bíblica.
En el principio de Israel como nación, fue empleado en procesiones y otras ceremonias religiosas. Era usado por las orquestas como acompañamiento en las alabanzas, y frecuentemente utilizado para el llamamiento a la guerra contra los enemigos, como el llamamiento de las 'trompetas' plateadas en Números 10:9.
Generalmente, el shofar era usado en el Templo de Jerusalén junto con la trompeta (Jásosra), de modo que ambos instrumentos se empleaban en muchas ocasiones intercaladamente. En el Año Nuevo, la ceremonia principal era dirigida por el shofar, que se ponía en el centro, con trompetas (hásosra) a su lado; solía utilizarse el cuerno de una cabra salvaje de forma recta, con ornamentos de oro por boquilla para la creación de la trompeta.
En los días de ayuno, la ceremonia principal se realizaba con las trompetas en el centro y con un shofar en cada lado. En esas ocasiones, los Shofarots eran de carnero, de forma curvada y con boquillas ornamentadas con plata. En el Yom Kippur del Año del Jubileo la ceremonia se efectuaba como en el Año Nuevo.
Según la Biblia, el shofar se tocó en los tiempos de Josué en el ataque a Jericó, cuando rodearon las murallas, y al sonar los shofarots se derrumbaron, dándoles la victoria. El shofar siempre se llevaba a la guerra para indicar sonoramente el momento de comenzar la batalla. La persona encargada de tocar el shofar se subía a la cima de una montaña para que todas las tropas fuesen capaces de escuchar la llamada de guerra sin importar la posición en que estuviesen, reconociendo su distintivo sonido. 

### Menciones al shofar en la Biblia

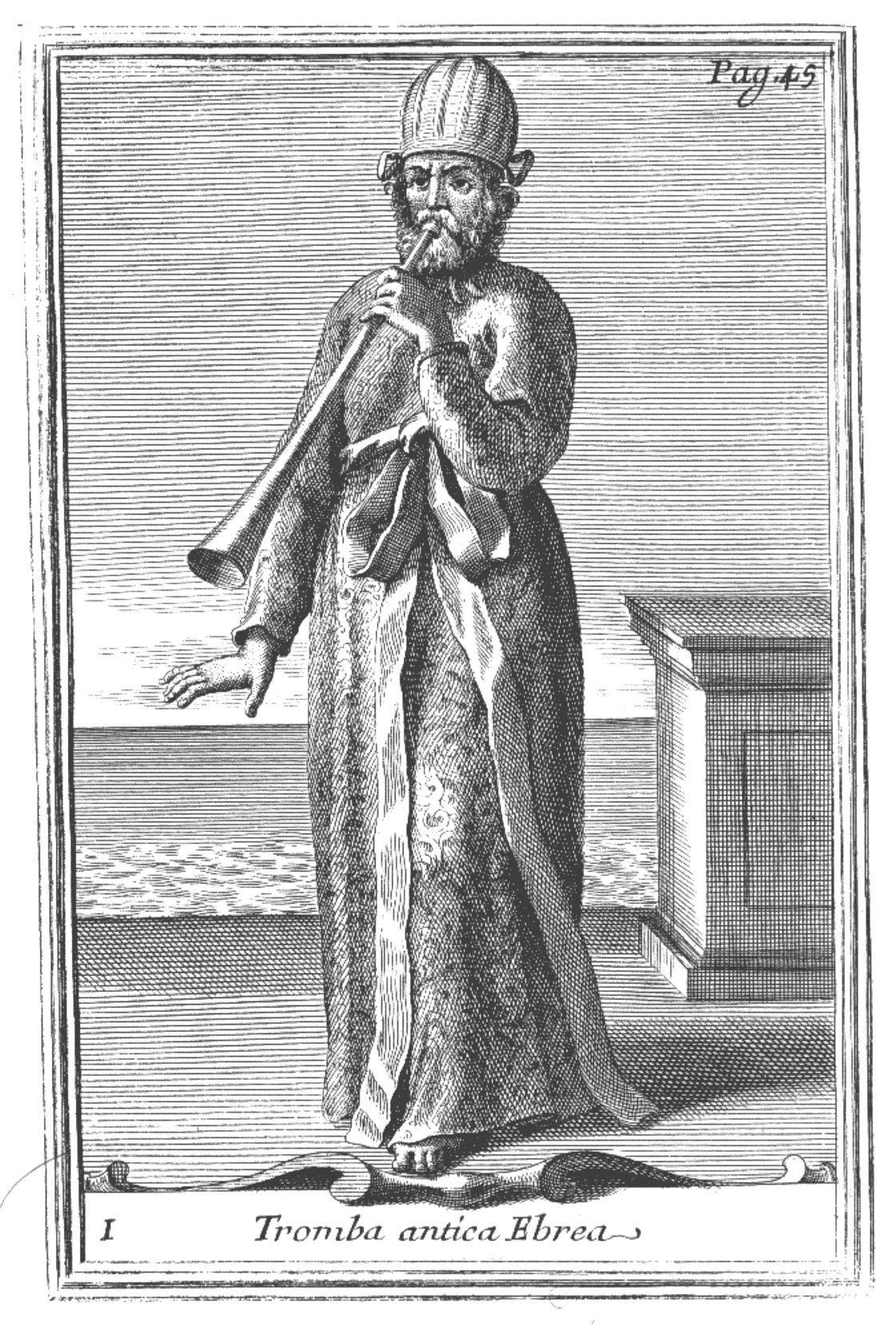
I Tromba antica Ebrea (Hasosra o Jásosra) o chatsotsrah khats-o-tser-aw (trompeta hebrea) de Filippo Bonanni en su Gabinetto Armónico (1723).

1. Ex. 19:16 y 20:18 - El sonido del shofar hace temblar al pueblo de temor (en el sentido religioso) al Señor.
2. Ex 19:19 - El Señor responde a las oraciones del pueblo.
3. Lv 23:24 - Fiesta solemne en conmemoración del día de reposo.
4. Números 10:1-10 - Como señal de partida y de guerra, en fiestas solemnes, holocaustos y sacrificios de comunión.
5. Josúe 6:8-9 - El shofar es tocado en batalla y ante el Arca de la Alianza, que simbólicamente representa la presencia eterna del Señor de Israel.
6. Josúe 6:16 y 20 - El shofar precede al grito, como un clamor profético.
7. Jueces 3:27 - El shofar fue tocado al comienzo de los días.
8. Jueces 6:34 - Gedeón tocó el shofar después de ser tocado por el Espíritu de Dios.
9. Jueces 7:8,20,22 - El shofar fue tocado por los israelitas que clamaban por la espada de Dios, y este clamor fue escuchado.
10. I Sm 13:3 - El shofar fue tocado para llamar la atención del pueblo.
11. II Sm 2:28 y 18: 16 - El shofar fue tocado para parar una guerra.
12. I Rs 1:34 - El shofar fue sonado para el ungimiento del Rey de Israel (la unción es para delegar un liderazgo).
13. II Rs 11:14 - El shofar fue tocado para destronar al rey.
14. II Cr 13:8 - El shofar era tocado en momentos de gran celebración y gozo.
15. Salmos 47:5 - Cuando el Señor Dios (YHVH) ha ascendido en victoria.
16. II Cr 29:26,28 - Salmos 150:3 - Salmos 98:6-II Sm 6:15-Is 27:13 - Instrumento sacerdotal de alabanza y adoración al Dios Eterno de Israel.
17. II Cr 5:13 - Cuando los trompetistas y cantores alababan dando gracias a Dios, y la nube o presencia de Dios cubrió el templo.
18. II Cr 13:14 - El shofar fue tocado durante la guerra.
19. Jr 4:19 - El shofar anunció la guerra.
20. Jr 6:17- Un toque de atención para las atalayas
21. Jr 42:13,14 - Un toque para los rebeldes.
22. Jl 2:1- El shofar es tocado para anunciar el día del Señor.
23. Jl2:15 - El shofar fue tocado para convocar al pueblo, para ayuno y santificación en una reunión solemne.
24. Zc 9:14 - Dios mismo marchará contra sus enemigos tocando el shofar.
25. Mt 24:31 - Mandará a sus ángeles con el clamor del shofar.
26. I Co 15:52 - El shofar sonará y los muertos resucitarán.
27. I Ts 4:16 - El descenderá del cielo con el sonido del shofar.
28. Ap 1:10 y 4:1 - El sonido del shofar es como la voz misma de Dios.
29. Ap 8:6 - El shofar es tocado por las huestes angelicales.

### Kabbalah
Cuando Mardoqueo dio la señal, elevó el sonido de 12,000 shofarot junto con el clamor del pueblo judío para abrir los Cielos y despertar las almas de los Tzadikim fallecidos. "¡Dios!", Clamaron. "¡Nosotros somos tu pueblo!"

Para el pueblo judío, lo sagrado del sonido del shofar despierta tanto el alma de los judíos como la creación en un pathos hacia Dios que, de hecho, parece "elevarse aún más" junto con el pueblo mismo: las fiestas judías de Yom Kipur y Rosh haShanah son el sello sacramental.

## Construcción del shofar

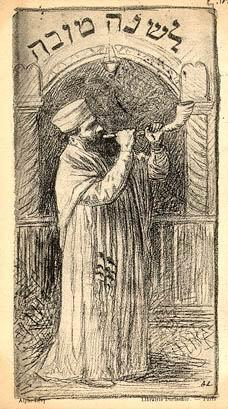
Un Ba'al tekia tocando el shofar (por Alphonse Lévy, 1843-1918).

El shofar puede construirse con los cuernos de cualquier animal, a excepción de la vaca, el becerro o el buey, por deferencia al incidente del Becerro de oro y su culto idólatra. Según el rabino Joseph Telushkin, aunque no existe nada intrínsecamente malo con el uso del cuerno vacuno, no es de beneficio para el pueblo judío el 'recordar' a Dios tal indiscreción cuando él está sentado para juzgar, de acuerdo al principio de que "el fiscal no puede actuar como defensa". (Sobre el tratado del Rosh Hashanah, 26a.). El shofar también puede ser fabricado de un animal no cashrut, con los requisitos propios. El Mishnah Breuah dice que el mejor tipo de shofar que puede ser hecho es de carnero.

## Usos
Aunque el shofar se emplea esencialmente en las festividades religiosas judías dentro y fuera de sus sinagogas, también suena en el mes de Elul (a excepción del Shabat) y la mañana anterior al Rosh Hashanah.
Si bien existe una diferencia entre el sonido obligatorio de los días mayores y los opcionales, el Shofar también se usa como penitencia, así como en el Yom Kippur Katan y otros servicios. El modo de tocarlos varía de un lugar a otro.
Según la Biblia y la Torá, cuando Abraham ofrecía a Isaac en sacrificio por mandamiento divino y al intervenir un ángel en ese asesinato, este evento se denominó "El no sacrificio de Isaac", al escoger Dios un carnero en su lugar. Es por eso que el cuerno de un carnero suena en ciertos rituales judíos para dar respeto a este animal, quien salvaría la vida del patriarca hebreo.
Según una tradición, su significado simbólico es que el ser humano debe morir por sus transgresiones, siendo el animal la víctima que cubre estas transgresiones, así como en los días del perdón y del juicio divino.

### Shofar en el imaginario colectivo

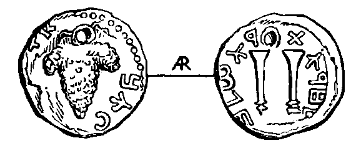
Moneda judía, con racimo de uvas y dos shofarim, Judea, siglo II E.C. Encyclopaedia Biblica, 1903.
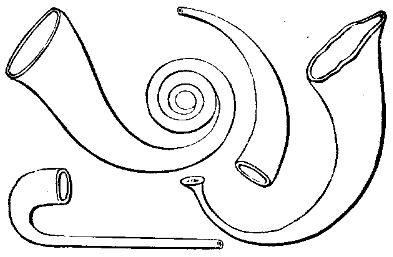
Diferentes tipos de shofar. Encyclopedia Biblica, 1903.
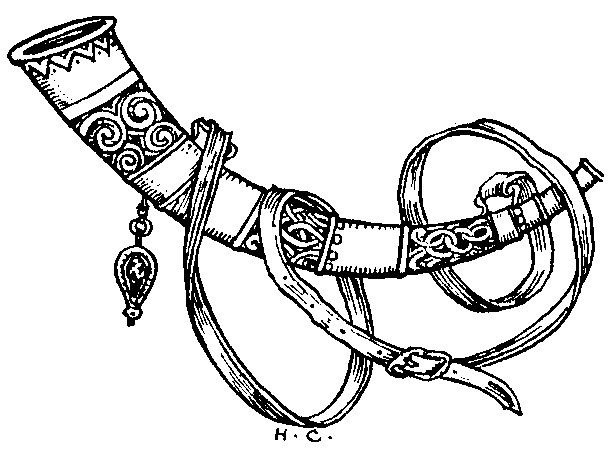
Shofar militar, 1912
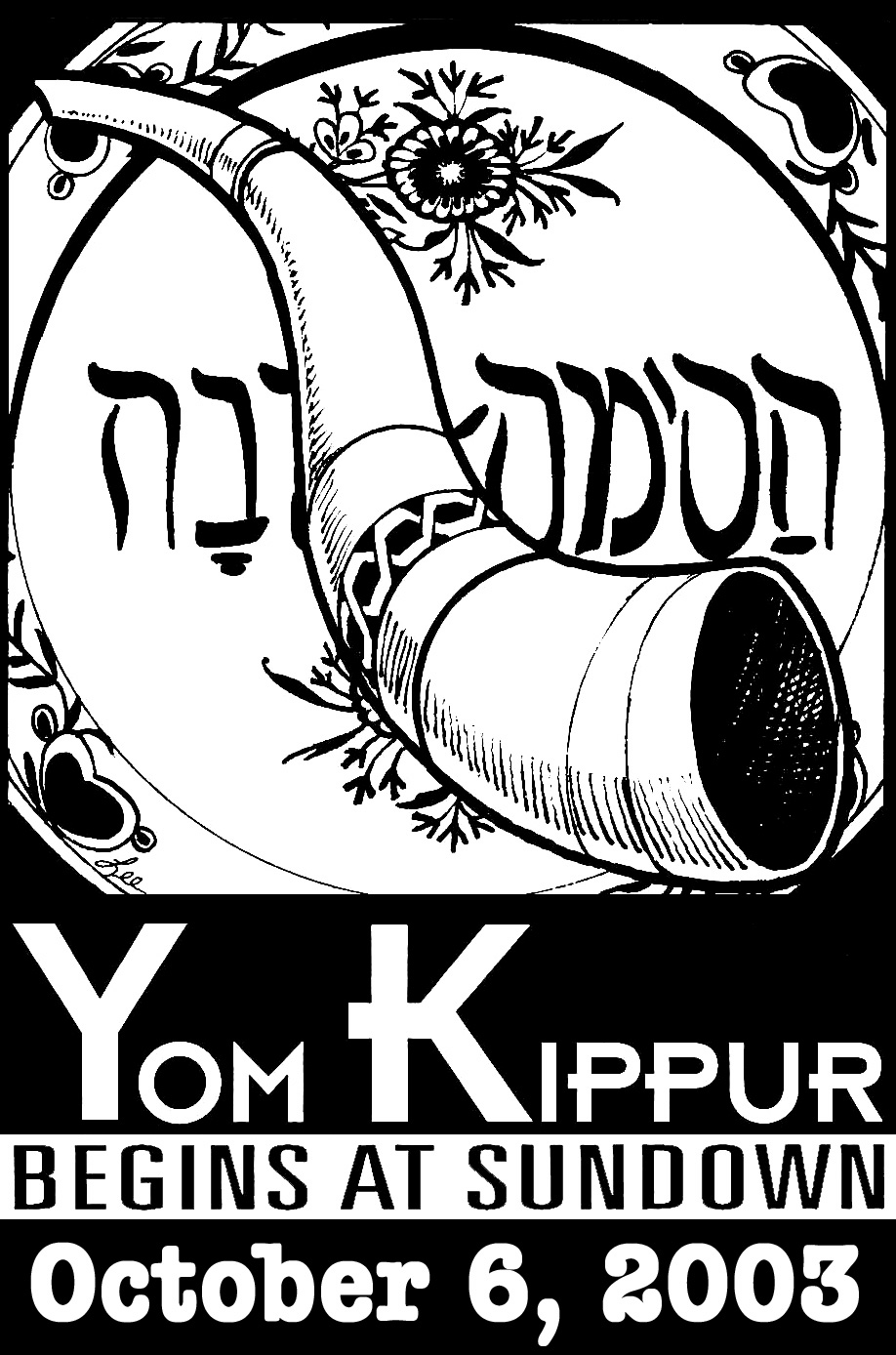
Tarjeta de salutación para Yom Kipur con shofar e inscripción "Jatimá tová", 2003
Escudo finés, con cuerno vacuno, 2005
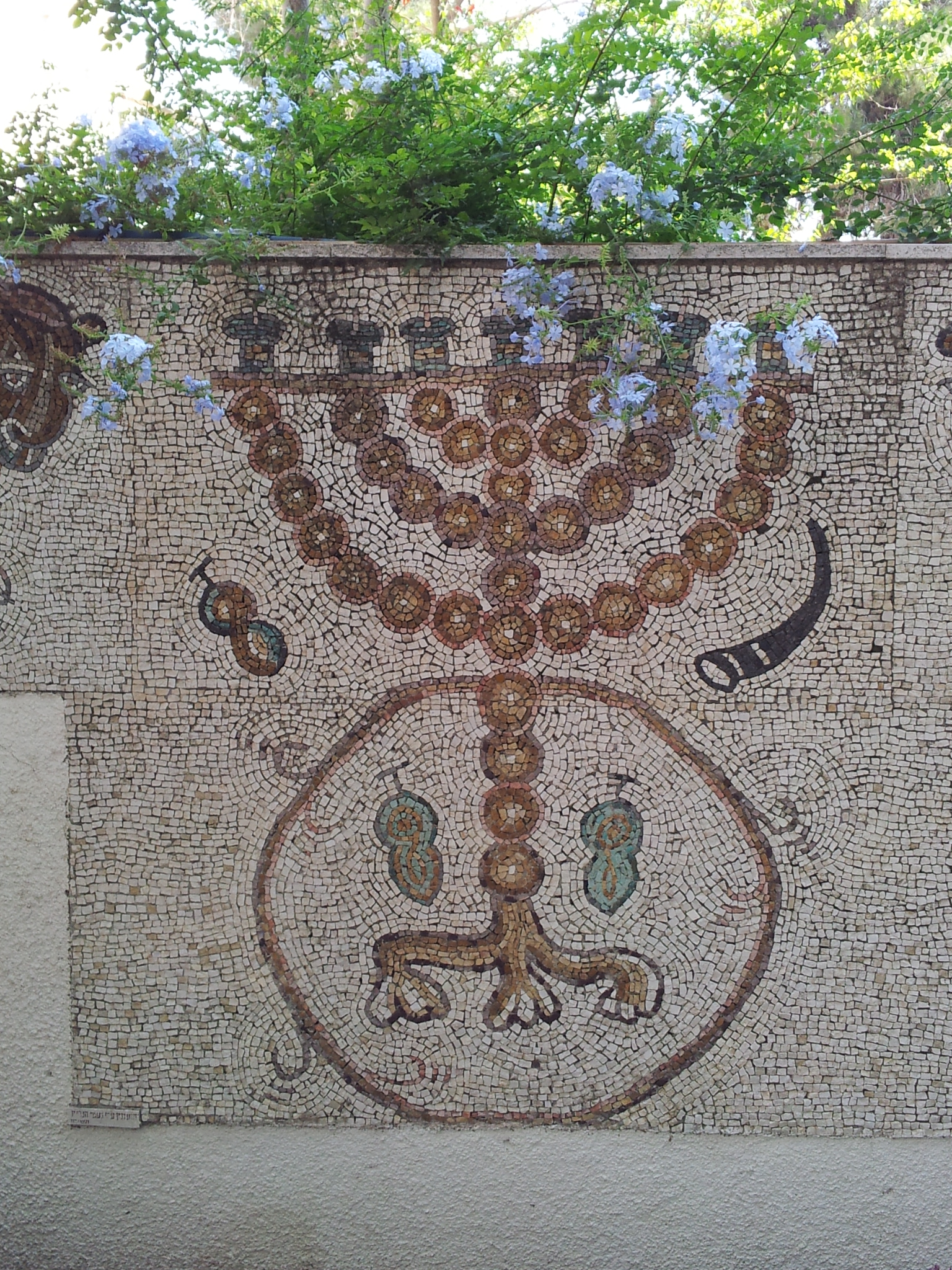
Menorá con shofar y frutos de la Tierra de Israel. Réplica de un antiguo mosaico. Yad Ben Zvi, Rehavia, Jerusalén, 2007

#### En el cristianismo
El uso del shofar en el cristianismo varía de congregación en congregación, pero por lo general usan pautas muy parecidas al judaísmo general. Tanto en la Renovación Carismática Católica como en las Iglesias de corte pentecostal, entre otras, les es muy común escuchar o tocar el shofar en sus servicios de alabanza y adoración a Jesús para los de corte mesiánico y cristianos sabatistas, así como representaciones de danza. En estas congregaciones se basan en que Dios, por medio de la ley mosaica, le dio el sacerdocio del templo a Aarón, del cual los levitas eran los encargados del manejo de los instrumentos y objetos rituales; creen en el sacrificio y consagración de las víctimas del holocausto animal, del cual viene el derramamiento de sangre. Todo esto, según el Nuevo Testamento, solo eran tipos de lo que habría de venir Jesús el Mesías (Melej HaMashiaj). Al ser sacrificado el animal en holocaustos, se le arrancaban los cuernos al animal, y ahí empezaba el proceso de fabricación del shofar
Según un autor, los cristianos, simbólicamente, son como cuernos, de los cuales, después de ser curvados, doblegados, moldeados, tratados y sometidos por Dios, puedan producir el sonido que él quiere.
Así, con este sacrificio del Cordero de Dios en la cruz del calvario, Cristo pagó la deuda de las transgresiones humanas. Simbólicamente, el cristiano también está sometido a cada fase del shofar y los tres toques del shofar:
- tanto para el llamamiento al servicio;
- para la guerra;
- y como voz profética del arrebatamiento.[24]

Entre otros usos espirituales que hacen los cristianos que usan el shofar está la creencia de que debilita al adversario (Satanás) y derriba fortalezas (argumentos y pensamientos), entre otros. Por tanto, el sonido del shofar simboliza la voz de Jesús Dios y su segunda venida al sonido del gran toque.

## Otras trompetas judías

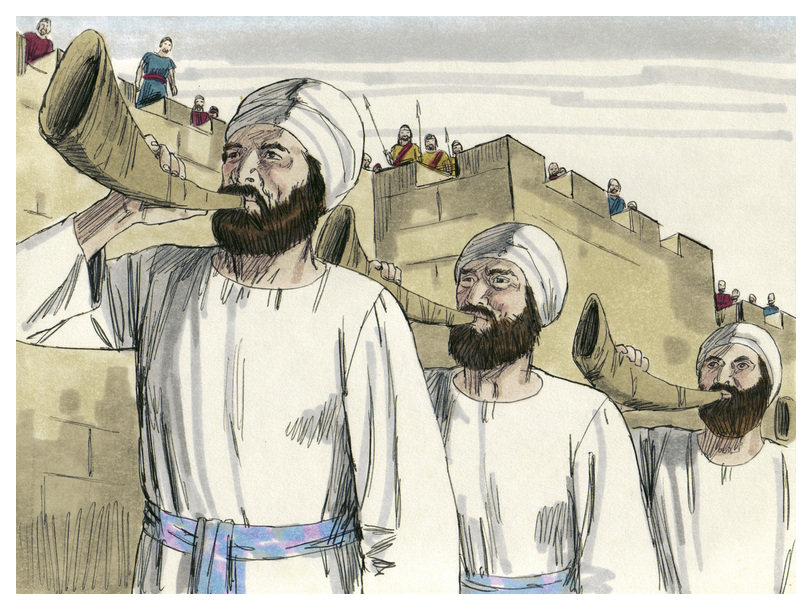
Shofar en Josué 6:3. Ilustración por Jim Padgett, 1984.

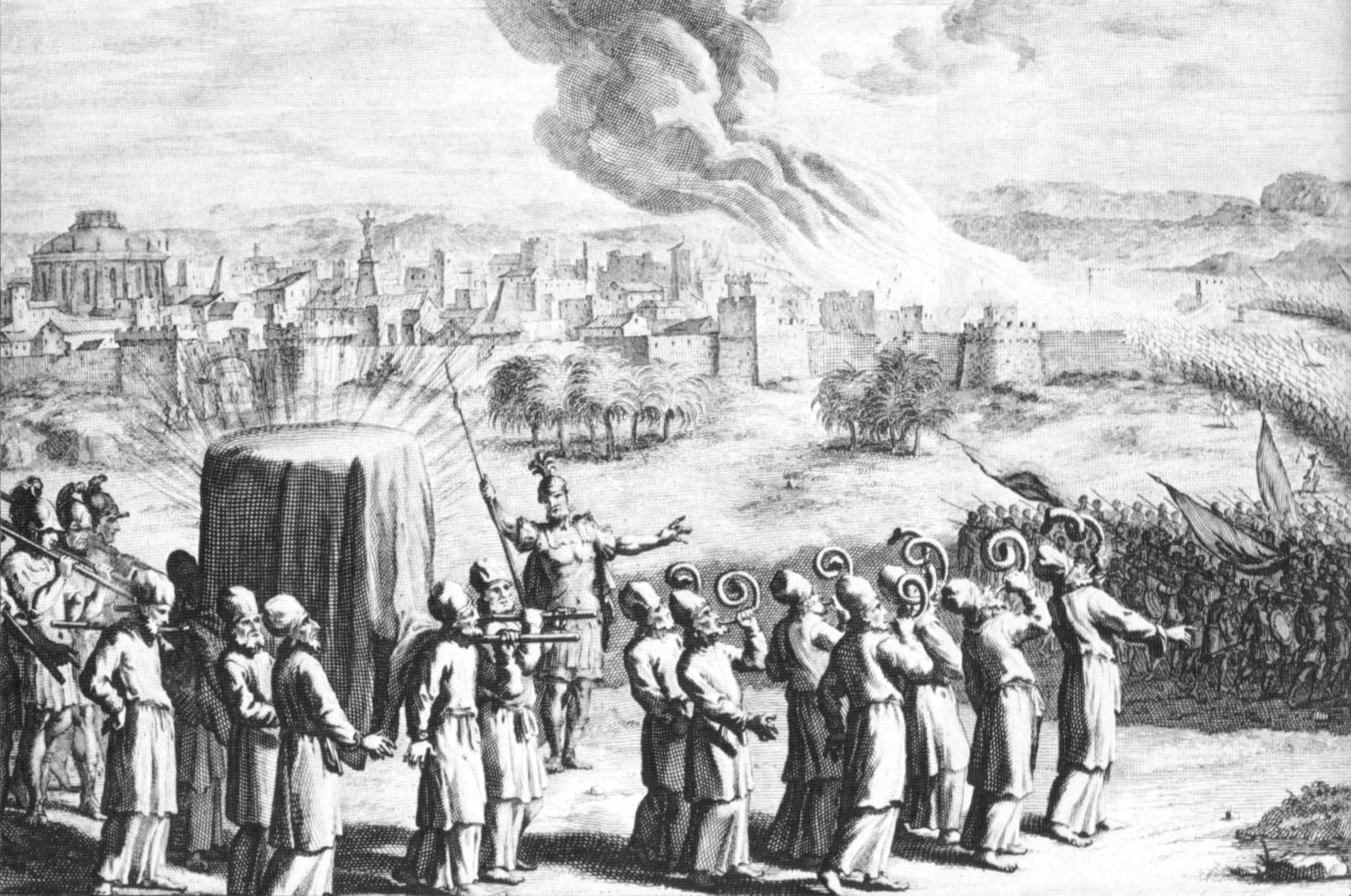
Batalla de Jericó (Josué 6), los levitas hacen sonar el shofar.

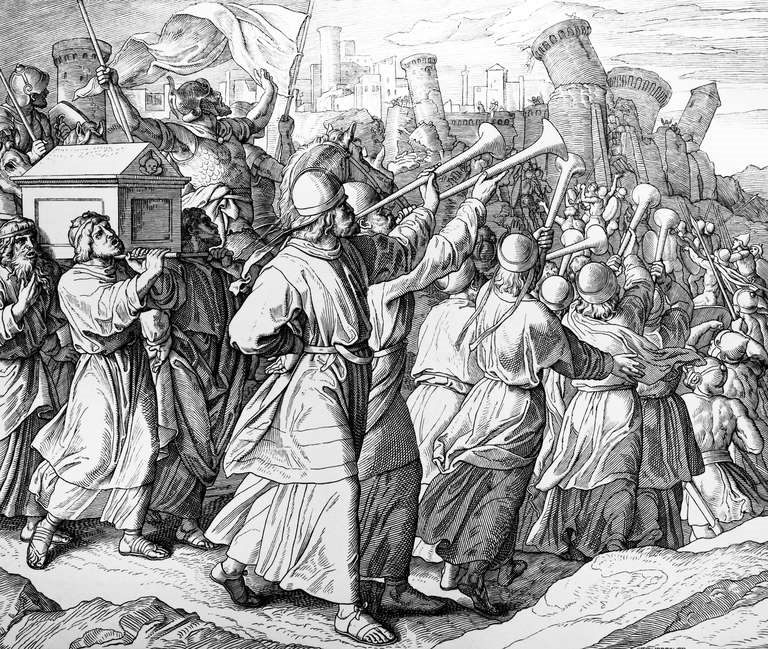
Batalla de Jericó, incluyendo jatzotzrá, en vez de shofar.

Además del shofar se mencionan otras trompetas en la Biblia. Aparte del shofar otras de las trompetas que hicieron caer las murallas de Jericó según el relato bíblico (Josué 6) fueron el yowbel (una trompeta hecha del cuerno de un carnero, muy parecida al shofar) y la taqowa‘ mencionada en Ezequiel 7:14; que era una trompeta militar judía. De todos modos, la trompeta bíblica más conocida después del shofar fue la jatzotzrá, mencionada en el libro de Números, el cual dice que Moisés fue instruido por Dios para hacer dos jatzotzrot de plata (la jásosera eran dos trompetas de plata rectas de unos 60 centímetros o más de largo parecida a las sheneb egipcias o la Qarna babilónica:
YAHWEH habló a Moisés y le dijo:

«Hazte dos trompetas de plata: forjadas a martillo las harás. Te servirán para convocar a la congregación y para hacer mover los campamentos.

Cuando se toquen, toda la congregación se reunirá ante ti en la puerta del Tabernáculo de reunión.

Pero cuando se toque solo una, entonces se congregarán ante ti los príncipes, los jefes de millares de israelitas.

Cuando toquéis alarma, entonces moverán los campamentos de los que están acampados al oriente.

Y cuando toquéis con aclamaciones la segunda vez, entonces moverán los campamentos los que están acampados al sur; con aclamaciones se tocará para sus partidas.

Pero para reunir la congregación tocaréis, pero no con sonidos de aclamación.

Los hijos de Aarón, los sacerdotes, tocarán las trompetas: las tendréis como estatuto perpetuo por vuestras generaciones.

Cuando salgáis a la guerra en vuestra tierra contra el enemigo que os ataque, tocaréis alarma con las trompetas. Así seréis recordados por YHWH, vuestro Dios, y seréis salvos de vuestros enemigos.

En vuestros días de alegría, como en vuestras solemnidades y principios de mes, tocaréis las trompetas sobre vuestros holocaustos y sobre los sacrificios de paz, y os servirán de memorial delante de vuestro Dios. Yo, Jehová, vuestro Dios».

Números 10:1-10 (Reina-Valera 1995)

La jatzotzrá (trompeta o Hasosera) se tocaba de dos formas distintas: la primera era la taqa‘ y la segunda teruw‘ah. La primera se refería a un sonido continuo del instrumento por uno o dos levitas durante las ceremonias religiosas; la última era para referirse al sonido de una alarma o para una señal militar, y siempre era llevada por dos trompetistas.
En el siglo XVIII el músico teórico alemán Johann Ernst Altenburg comparó esos dos estilos de interpretación a la interpretación de trompetas frecuentes en la música barroca: al estilo suave de la principale y el estridente estilo del clarino. El uso militar de esta trompeta natural está mencionado en muchos pasajes de la Biblia, como Jeremías 4:19, Sofonías 1:16, Amós 2:2. Otros pasajes reflejan su uso como un instrumento de celebración. II Reyes 11:14, II Crónicas 5:12-13, Salmo 98:6.
Josefo le atribuye a Moisés la invención de la hasoserah, el cual describe este instrumento del siguiente modo:

"En longitud era un poco más pequeña que un codo [45.72 cm]. Y estaba compuesta de un tubo estrecho, algo grueso como una flauta, pero sin mucha anchura, lo suficiente como para la admisión del aliento en la boca de un hombre: y terminaba con la forma de una campana, como las trompetas comunes. Su sonido era llamado en la lengua hebrea Asosra."
Antigüedades judías, 3.291

## Símbolo de redención en lápidas judeo-alemanas

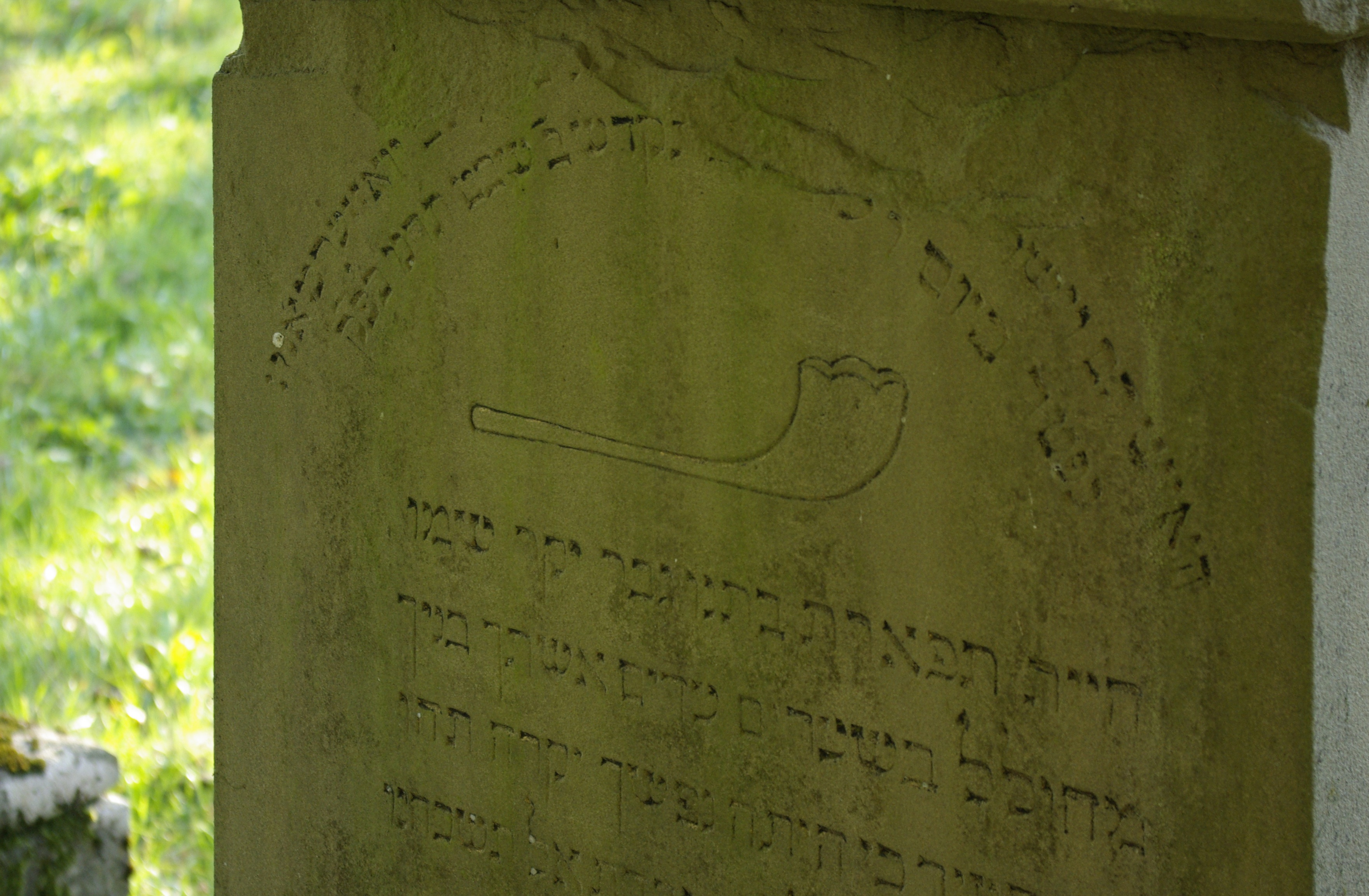
Hagenbach
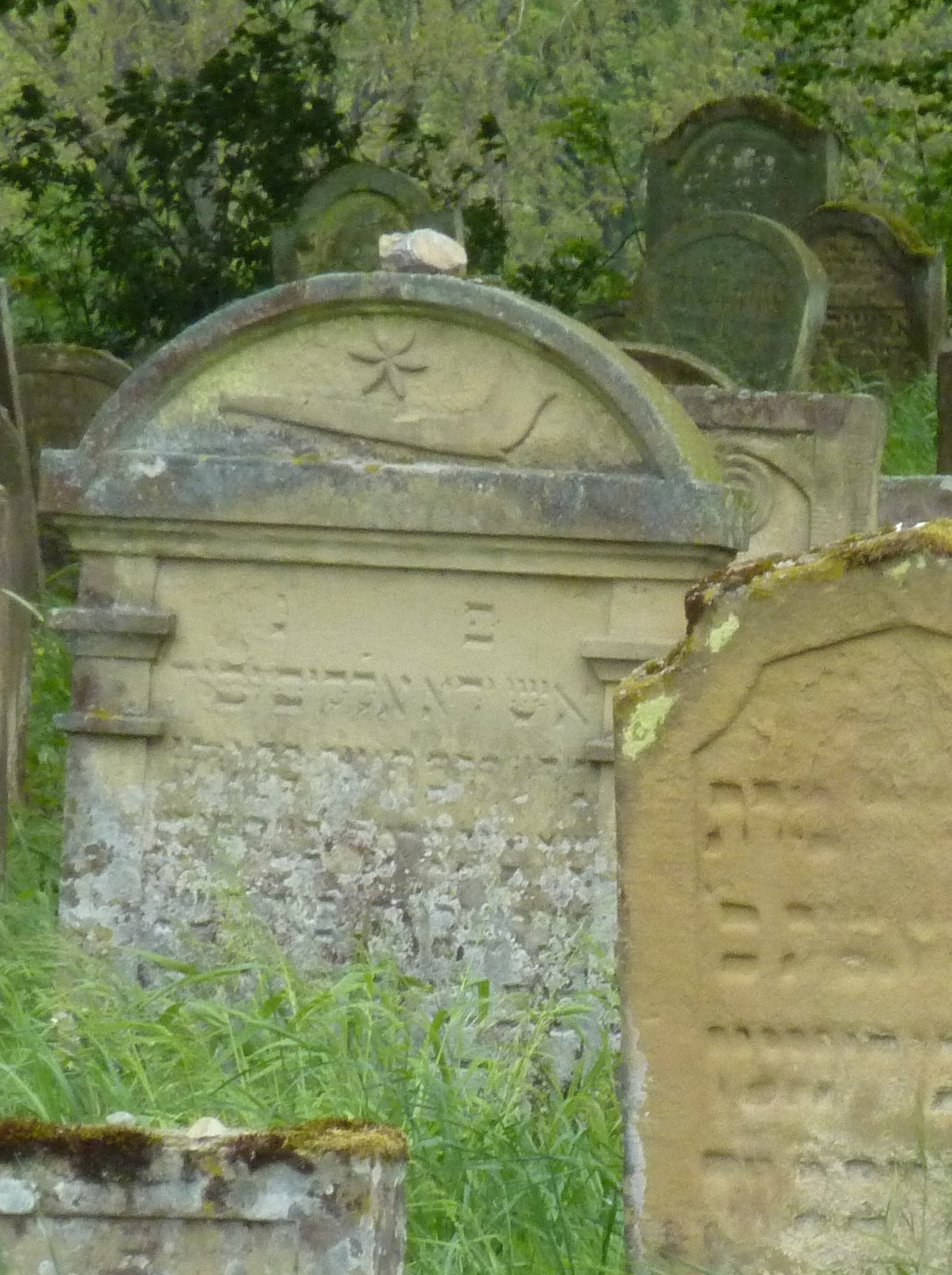
Berlichingen
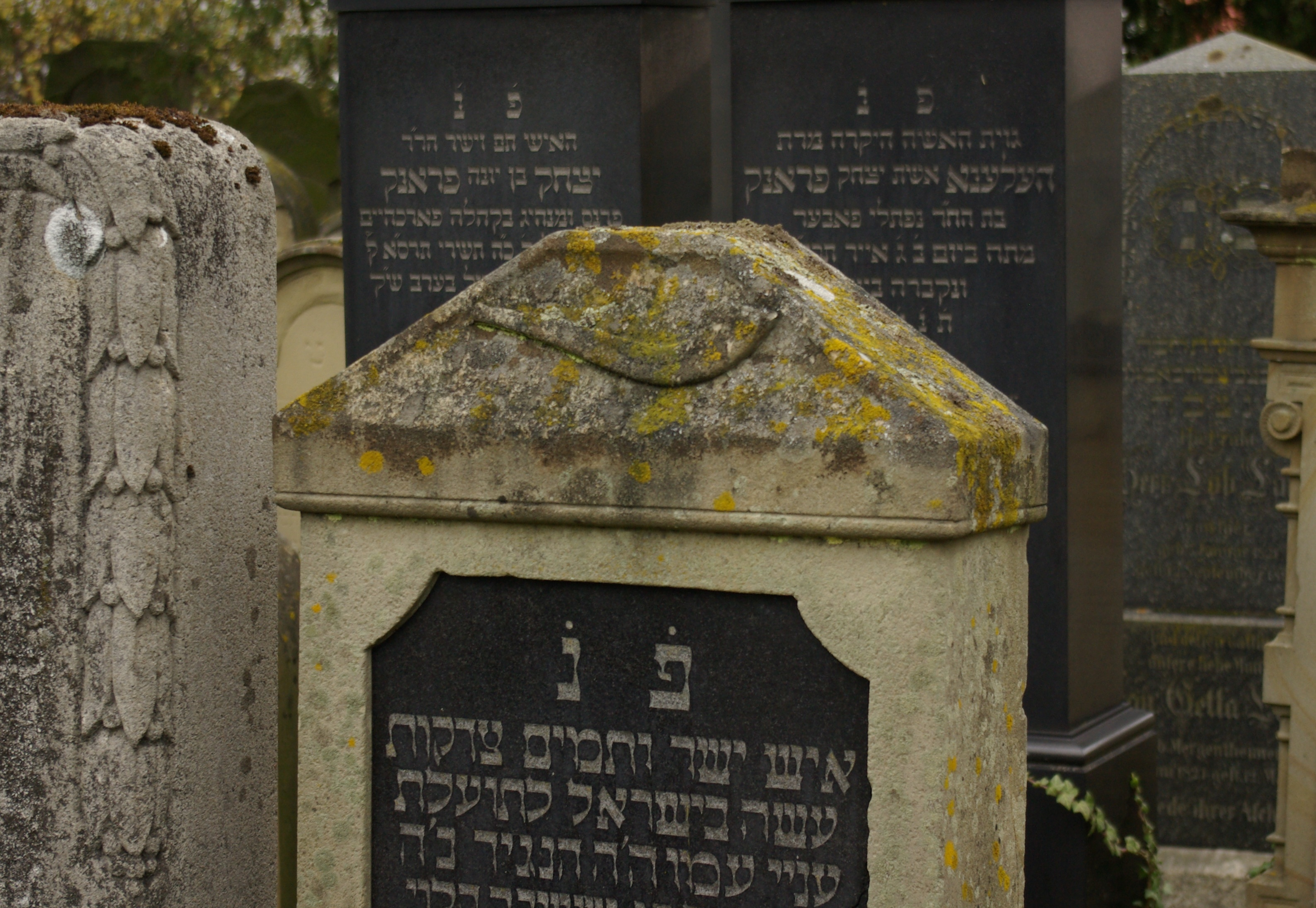
Baiersdorf
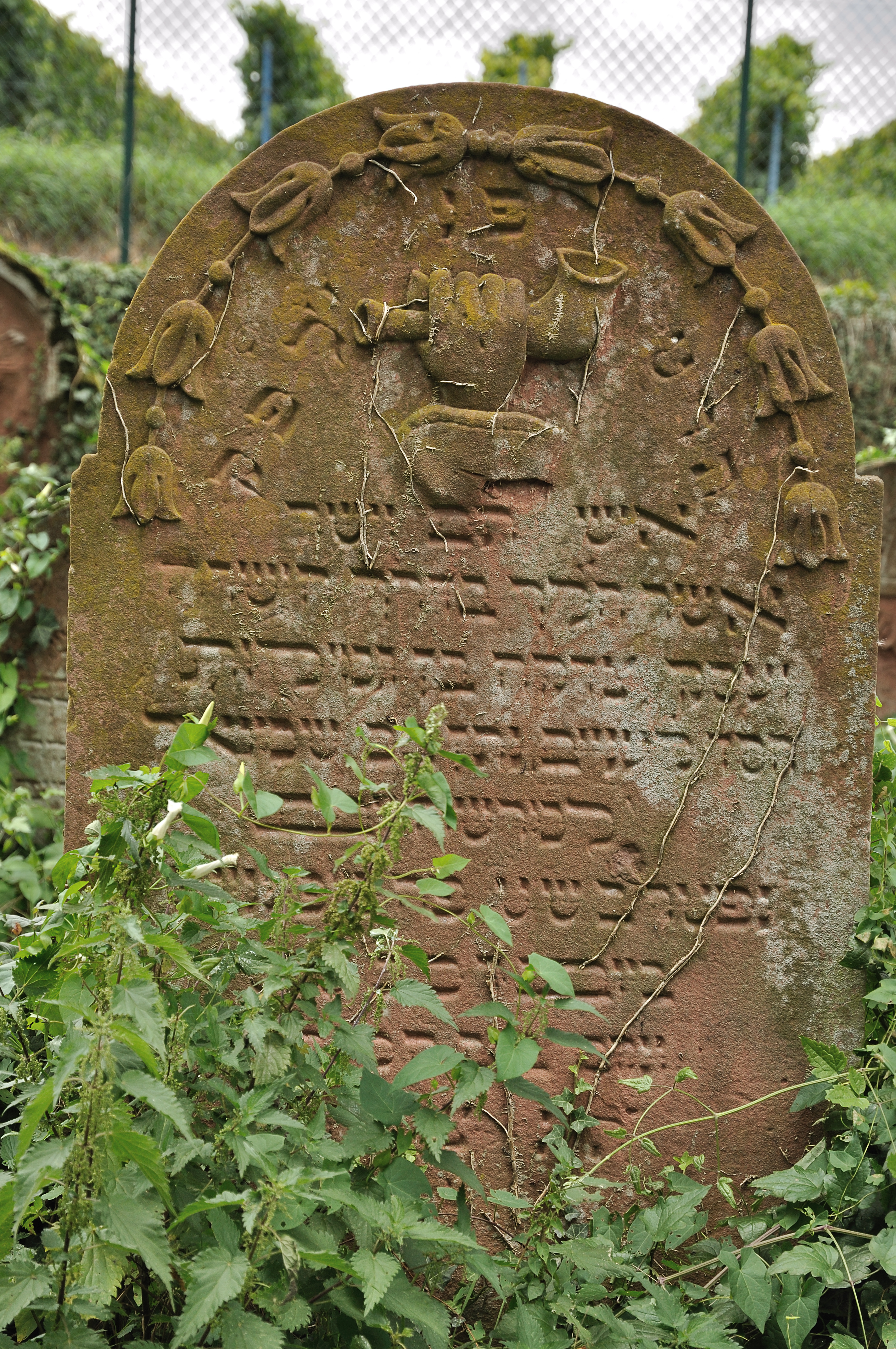
Essingen
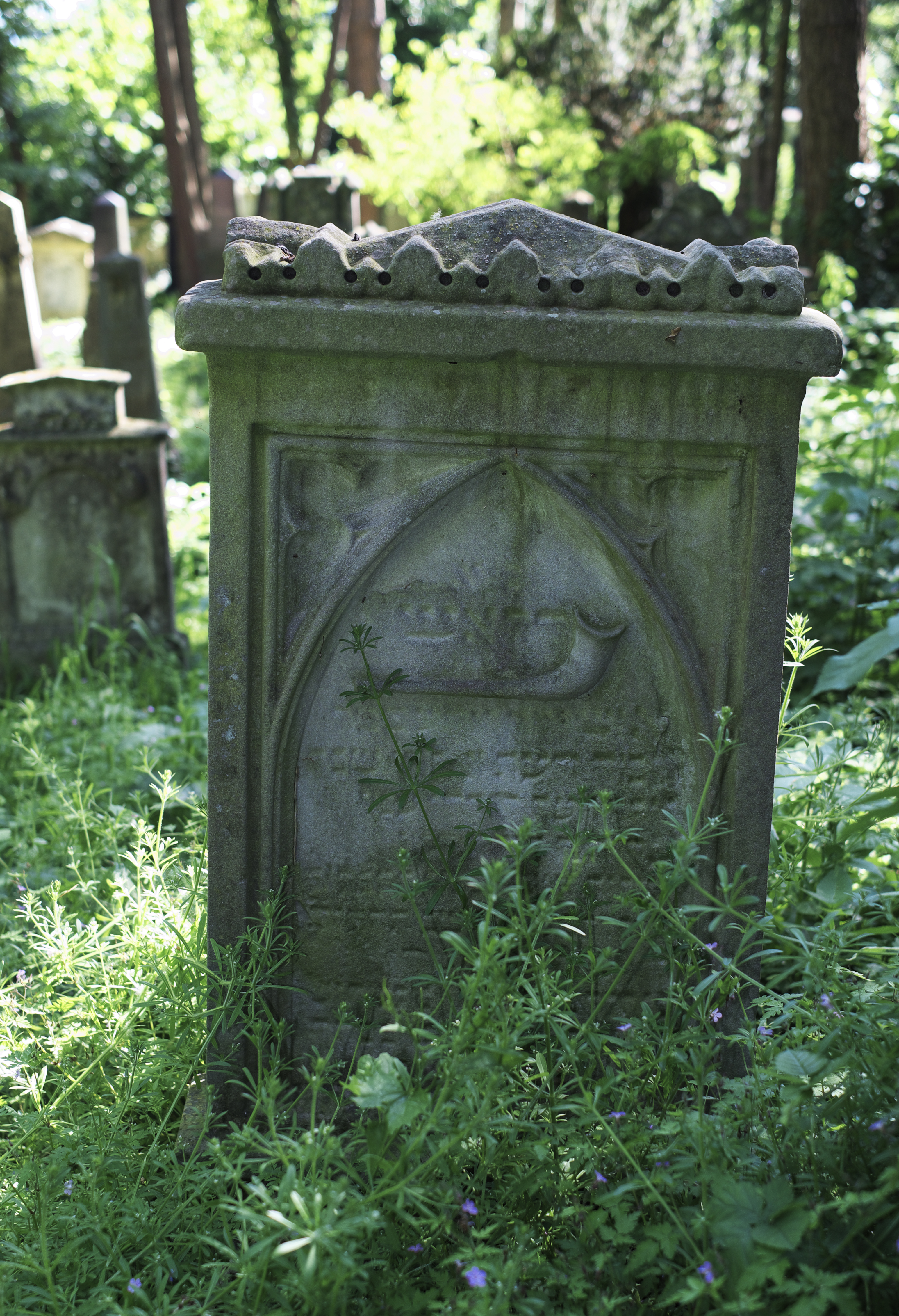
Öhningen-Wangen
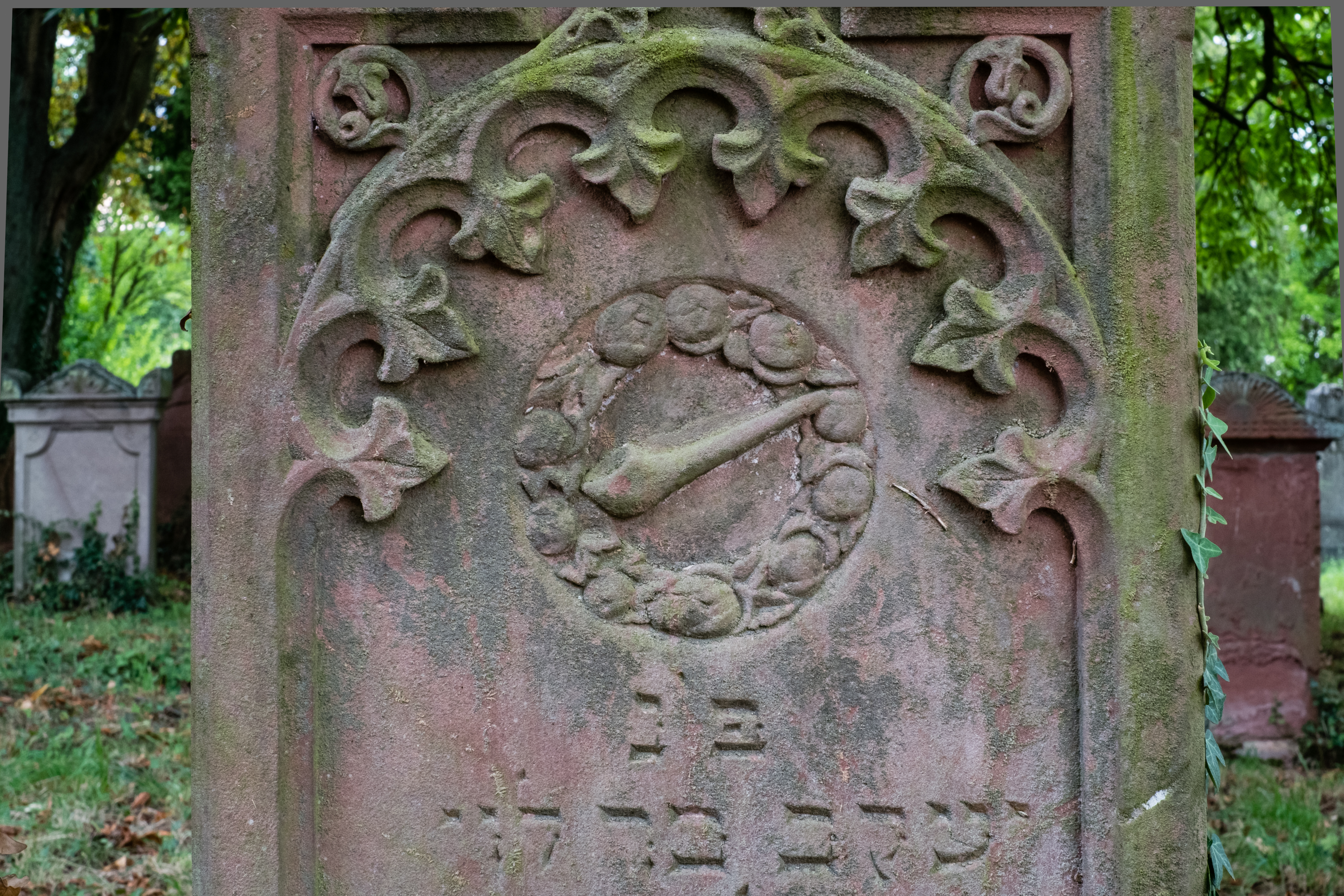
Ingenheim

### Otros empleos
- El hasoserah está representado en el Arco de Tito entre el botín tomado por los romanos en la conquista de Jerusalén en el 70 d. C. (aunque esas trompetas parecen de un metro de largo).
- En la época del Imperio otomano y en la ocupación británica de Jerusalén, no les fue permitido a los judíos tocar el Shofar en el Muro de las Lamentaciones.
- Después de la Guerra de los Seis Días, el rabino Shlomo Goren se aproximó valientemente al Muro e hizo sonar el Shofar.
- El Shofar ha sido incluido algunas veces en la música clásica. El mejor ejemplo se puede encontrar en el oratorio de Edward Elgar Los Apóstoles, aunque suele usarse otro instrumento (Fliscorno) para imitar al sonido del shofar.
- La banda israelí de Metal Oriental Salem utilizó el Shofar en su adaptación del Salmo Al Taster.
- El Trompetista Lester Bowie toca ocasionalmente el Shofar junto a la agrupación Art Ensemble of Chicago.
- En el álbum "Bane" de Joey Arkenstat producido por Mike Gordon, el antiguo bajista de la banda Phish, se le atribuye el crédito de tocar el shofar.
- En la obra musical de los 7 "Godspell", el primer acto lo abre uno de sus miembros tocando el Shofar, en preparación para la interpretación de Prepare Ye the Way of the Lord (Prepara el camino al Señor)[29]
- El anfitrión Sam Seder del programa de radio sindicado Air America, entra regularmente en el aire soplando el Shofar, cuando es mencionado el nombre del senador demócrata Joseph Lieberman (que es judío).
- El cantante Yitzhak Sinwani tocó el Shofar en la presentación de la canción Isaac, durante el tour "Confesiones" de Madonna en 2006.
- Hay una representación del Shofar en la película Harold & Kumar Go to White Castle, donde los caracteres de Rosenberg y Goldstein (apellidos judíos) fuman marihuana desde un Shofar adaptado como una pipa de cuenco.
- En la serie de anime Yu-Gi-Oh!, la introducción empieza con el sonido de un Shofar en tonada egipcia.